# Tiel
Tiel is een stad (Hanzestad) en gemeente in de Nederlandse provincie Gelderland. De gemeente telde op 22 november 2024 ongeveer 42.370 inwoners (bron: CBS) en heeft een oppervlakte van 34,81 km² (waarvan 2,17 km² water).
Tiel ligt ingeklemd tussen de rivieren de Waal (in het zuiden), de Linge (in het noorden) en het Amsterdam-Rijnkanaal (in het oosten).
De stad ligt aan de A15 en kan bereikt worden via de N834 en N835. Tiel fungeert als eindpunt van de spoorlijnen Utrecht – Tiel en Arnhem – Tiel.
Ten noordoosten van Tiel liggen de Prins Bernhardsluizen, het grote sluizencomplex tussen de rivier de Waal en het Amsterdam-Rijnkanaal, een belangrijke scheepvaartverbinding. Verder heeft Tiel een overnachtingshaven voor de binnenvaart. Een fiets- en voetveer verbindt Tiel met Wamel aan de overkant van de Waal.
De mascotte van de stad is Flipje, het fruitbaasje (de stripfiguur van de voormalige lokale jamfabriek De Betuwe). Van Flipje staat een standbeeld in het stadscentrum.

## Geschiedenis

### Prehistorie en Oudheid
In 2011 werd ter hoogte van bedrijvenpark Kellen langs de Linge een vindplaats uit de nieuwe steentijd (circa 3650 v.Chr.) blootgelegd. De archeologen troffen bewoningssporen aan, aardewerk, vuursteen en dierlijk bot. In 2017 werden tijdens en uitbreiding van het bedrijventerrein Medel verschillende begraafplaatsen uit de nieuwe steentijd gevonden, waaronder een graf van ten minste acht personen.

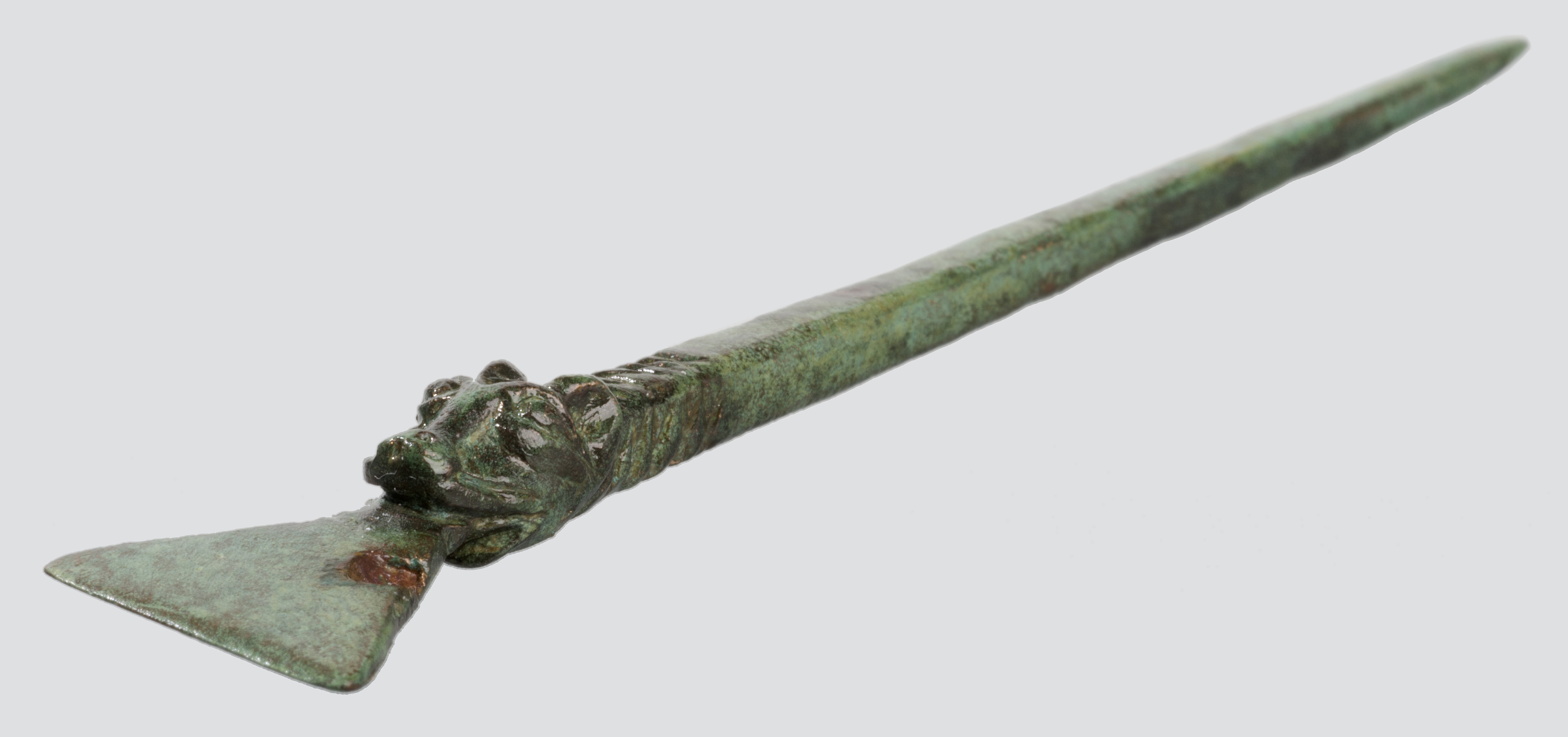
Bronzen schrijfstift of stilus uit de Romeinse tijd, gevonden in Tiel

In 2017 werd in Medel ook een van de rijkste Romeinse vindplaatsen in de Betuwe aangetroffen. Onder de 2.500 gevonden bronzen voorwerpen waren een zeldzame balsamarium (zalfpot) gedecoreerd met liefdesgoden in reliëf, en luxe artikelen zoals mantelspelden, ringen, dolken, een olielamp en een wijnzeef. De voorwerpen lagen op een klein gebied van twintig tot vijftig meter breed in een oude rivierbedding die langs de iets hoger gelegen "Hoge Hof" lag. Onderzoekers vermoedden dat daar een villa of een heiligdom heeft gestaan. In 2023, nadat alle opgravingen in kaart waren gebracht, concludeerden de onderzoekers dat er een 4000 jaar oud heiligdom met een zonnekalender moet hebben gestaan.

### Middeleeuwen

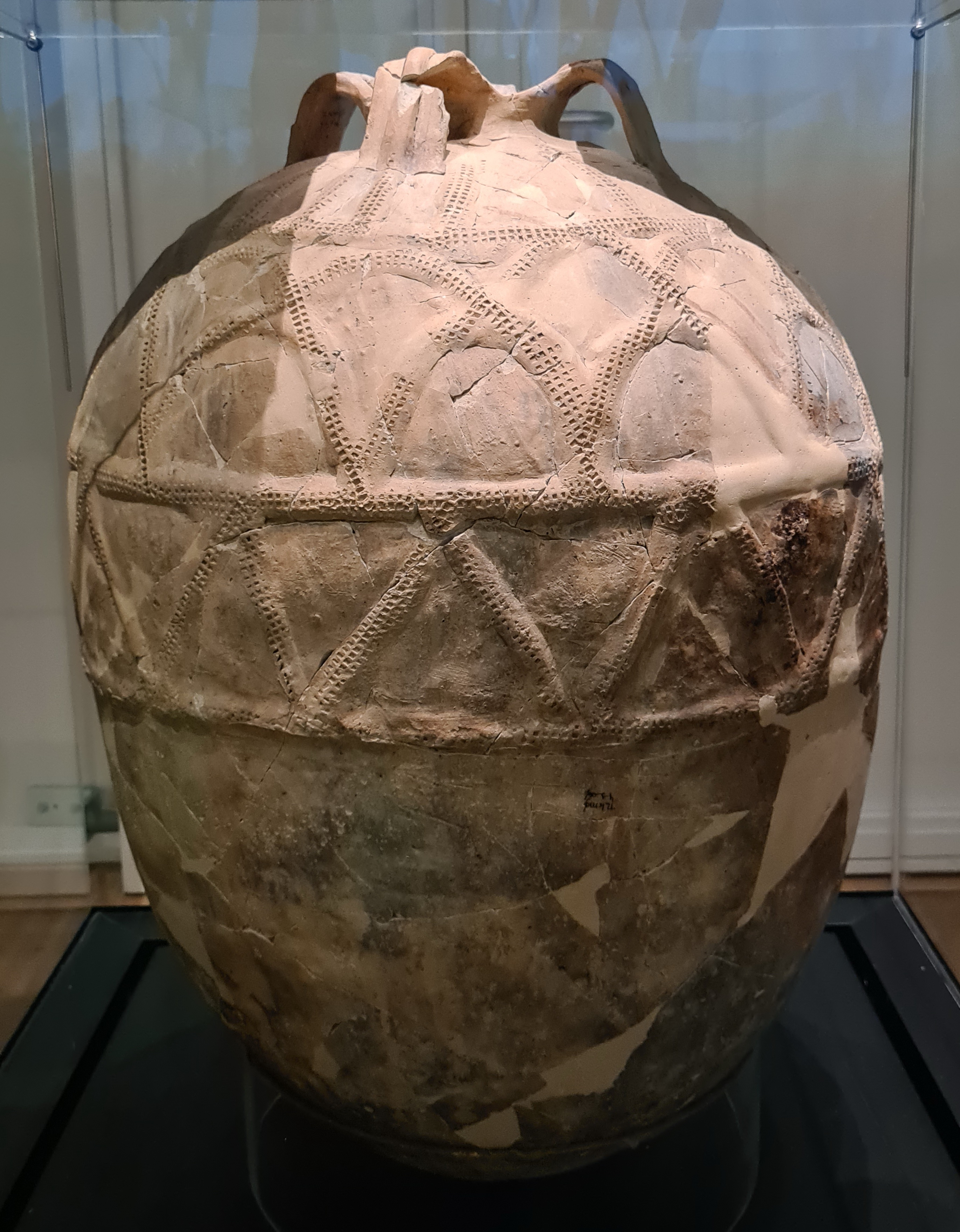
Reliëfbandamfoor van Badorf-aardewerk (ca. 950-965), opgegraven op de Koornmarkt. Collectie Museum Het Valkhof, Nijmegen

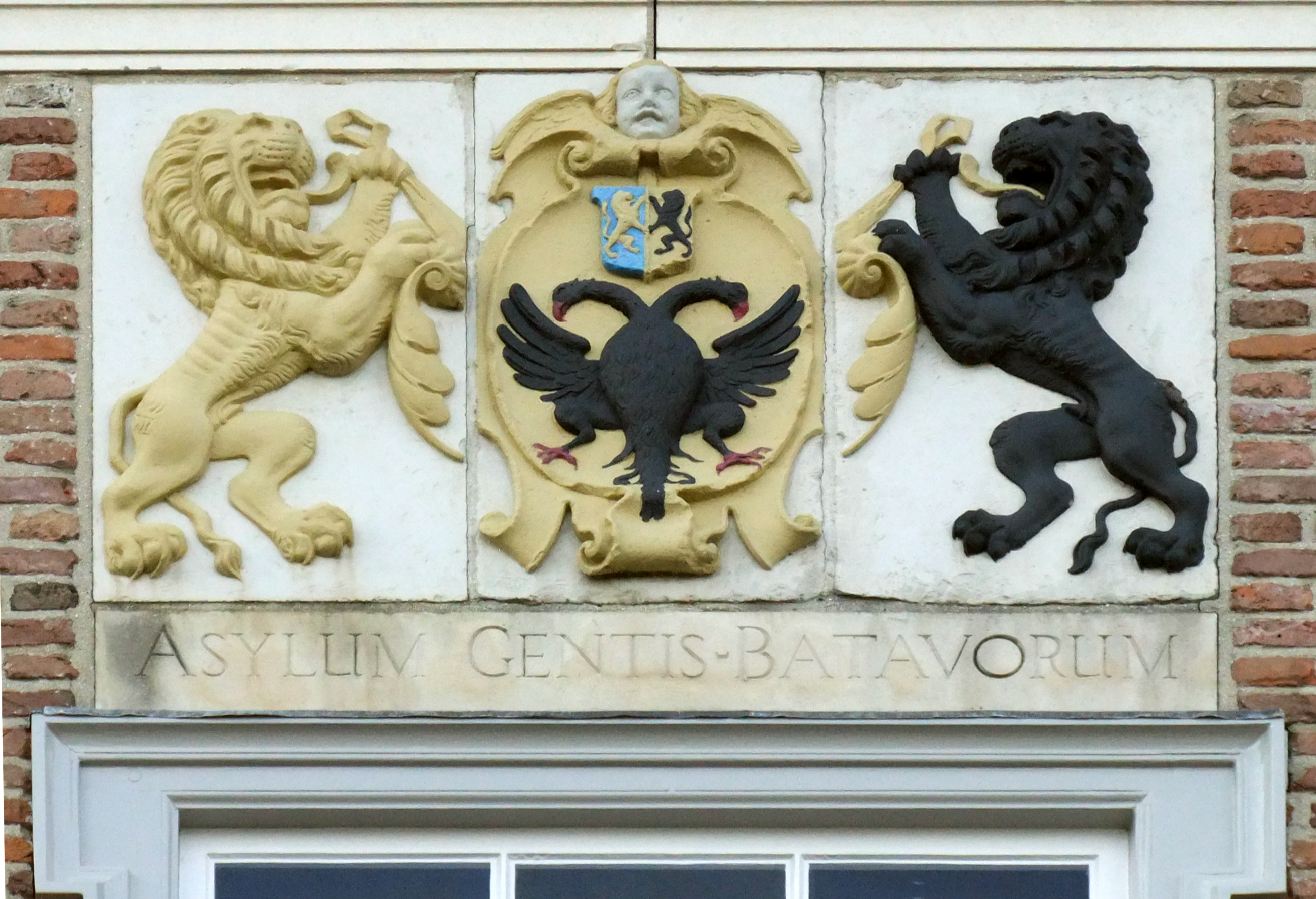
Gevelsteen met het wapen van Tiel, Waterpoort

Tiel is een van de oudste steden van Nederland. De plaats stamt uit de periode 850-1100, terwijl de meeste Nederlandse steden in de late middeleeuwen (1150-1300) ontstonden.
De teloorgang rond 850 van de circa tien kilometer verderop gelegen internationale handelsplaats Dorestad, zorgde ervoor dat een deel van de handel werd verlegd naar Tiel. In 896 ontving Tiel van de Frankische koning Zwentibold het tolrecht. Archeologisch onderzoek in de binnenstad heeft bevestigd wat uit schriftelijke bronnen reeds bekend was: de stad was in de tiende en elfde eeuw een handelsnederzetting van internationale betekenis, die nauwe banden onderhield met de veel rijkere en machtigere handelsstad Keulen. Tiel onderhield in die tijd ook nauwe handelsbetrekkingen met Engeland. Nog voor 950 werd in Tiel een stenen burcht opgericht, die onder andere als tolhuis diende.
Volgens de benedictijnse kroniekschrijver Alpertus van Metz werd Tiel geplunderd door Vikingen. Hij schreef dat zeerovers zonder enige tegenstand te ontmoeten in 1006 de handelsnederzetting binnentrokken, de levensvoorraden snel wegsleepten, waarna de nederzetting werd platgebrand. Archeologisch bewijs voor de plunderingen ontbreekt.
Het is niet bekend of Tiel het muntrecht heeft verkregen, wel werden er munten geslagen.
Het waren kooplieden van Tiel die zich omstreeks 1015 bij de Duitse keizer beklaagden over de illegale tol die door graaf Dirk III van West-Frisia (het latere Holland) in de buurt van Vlaardingen werd opgericht. Dit zou leiden tot de (voor de keizer) slecht afgelopen strafexpeditie tegen de Friese graaf. Tiel verloor hierna de keizerlijke bescherming. In combinatie met het verzanden van de Linge leidde dit tot een achteruitgang van de internationale rol van Tiel vanaf de twaalfde eeuw. In 1174 verplaatste de keizer de tol naar Kaiserswerth.
In de dertiende eeuw verkreeg Tiel stadsrechten van de bisschop van Utrecht en trad het toe tot de Hanze, een Noord-Europees verbond van handelssteden, dat vooral van grote betekenis was voor de Oostzeehandel. Tot in de late middeleeuwen was Tiel opnieuw een belangrijke handelsstad.
In 1136, 1334 en 1420 vonden in Tiel grote stadsbranden plaats.
In 1202 werden Tiel en de burcht verwoest door Gelderse en Hollandse troepen.
De stad was ook menigmaal de inzet van machtsstrijd tussen de graven van Gelre en de hertogen van Brabant. Eind 13e eeuw liet de Brabantse hertog nog een nieuw hof bouwen in de stad, het latere Hof van Arkel. In 1339 werd de stad definitief Gelders, toen hertog Jan III van Brabant Tiel aan het hertogdom Gelre overdroeg. De Gelderse hertog liet in 1356 het Tolhuis bouwen, dat dienstdeed als tolhuis voor de Waal maar ook als dwangburcht. In de late middeleeuwen en de zestiende en zeventiende eeuw breidde de ommuurde stad zich verder uit met een voorstad en nieuwe vestingwerken.
In het oude stadscentrum herinneren verscheidene monumenten aan dat rijke verleden, zoals de Sint-Maartenskerk, de Waterpoort met Groote Sociëteit, het Gerechtsgebouw, de voormalige sociëteit Bellevue, het uit 1525 daterende Ambtmanshuis dat samen met de door Jan David Zocher ontworpen Ambtmanstuin deel uitmaakt van het stadhuiscomplex, en het eveneens uit de zestiende eeuw stammende Gotische huis aan de Weerstraat.
Tiel heeft als een van de eerste gemeenten in Nederland een begraafplaats laten aanleggen buiten de stadsgrenzen. De begraafplaats Ter Navolging dateert uit 1786.

### Negentiende eeuw

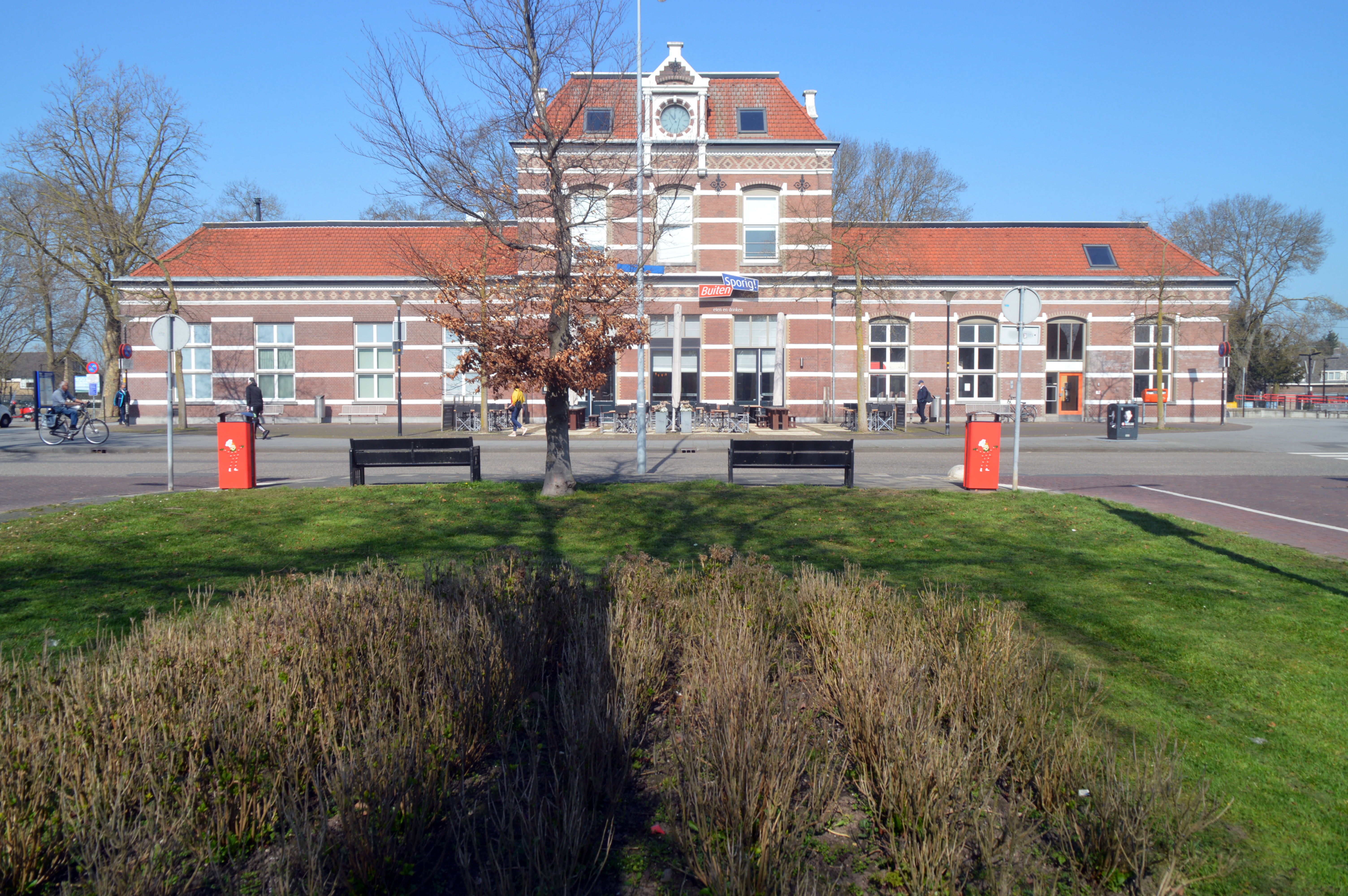
Station Tiel in 1882

In de tweede helft van de negentiende eeuw groeide Tiel uit tot een kleine industriestad. Met name de metaalnijverheid, galvaniseerbedrijven en fruitverwerking kwamen tot ontwikkeling. De stadsmuren werden gesloopt en de eerste stadsuitbreiding kwam op gang. Tussen de Waal bij Tiel en de Linge bij Wadenoijen werd in 1878 het Inundatiekanaal aangelegd, als onderdeel van de Nieuwe Hollandse Waterlinie. In 1882 werd Station Tiel geopend.

### Tweede Wereldoorlog
In de Tweede Wereldoorlog werd Tiel zwaar getroffen tijdens gevechten tussen de Duitse bezetters die in de stad gelegerd waren en de geallieerden die gelegen waren aan de overzijde van de Waal. Onder meer de Sint-Maartenskerk en de Waterpoort werden door de beschietingen ernstig beschadigd. In de jaren na de oorlog is de binnenstad weer hersteld, maar nog steeds zijn er sporen te vinden van de bombardementen.
Ongeveer vierhonderd mensen uit Tiel en omgeving hebben het oorlogsgeweld niet overleefd. Zie ook het chronologisch overzicht van gebeurtenissen in Tiel in de Tweede Wereldoorlog.
De slachtoffers worden herdacht met verschillende monumenten: de fusilladeplaats aan de coupure, het monument voor de gevallen krijger, het Joods monument, het monument op de Joodse begraafplaats, een plaquette voor N.A. Oostinga, het gedenkteken voor de gefusilleerden van 24 december 1944, het Indisch monument, het Moluks monument en 21 Stolpersteine. In de buurtschap Zennewijnen staat het beeld De Roeier. Zie ook de lijst van oorlogsmonumenten in Tiel en de lijst van Stolpersteine in Tiel.

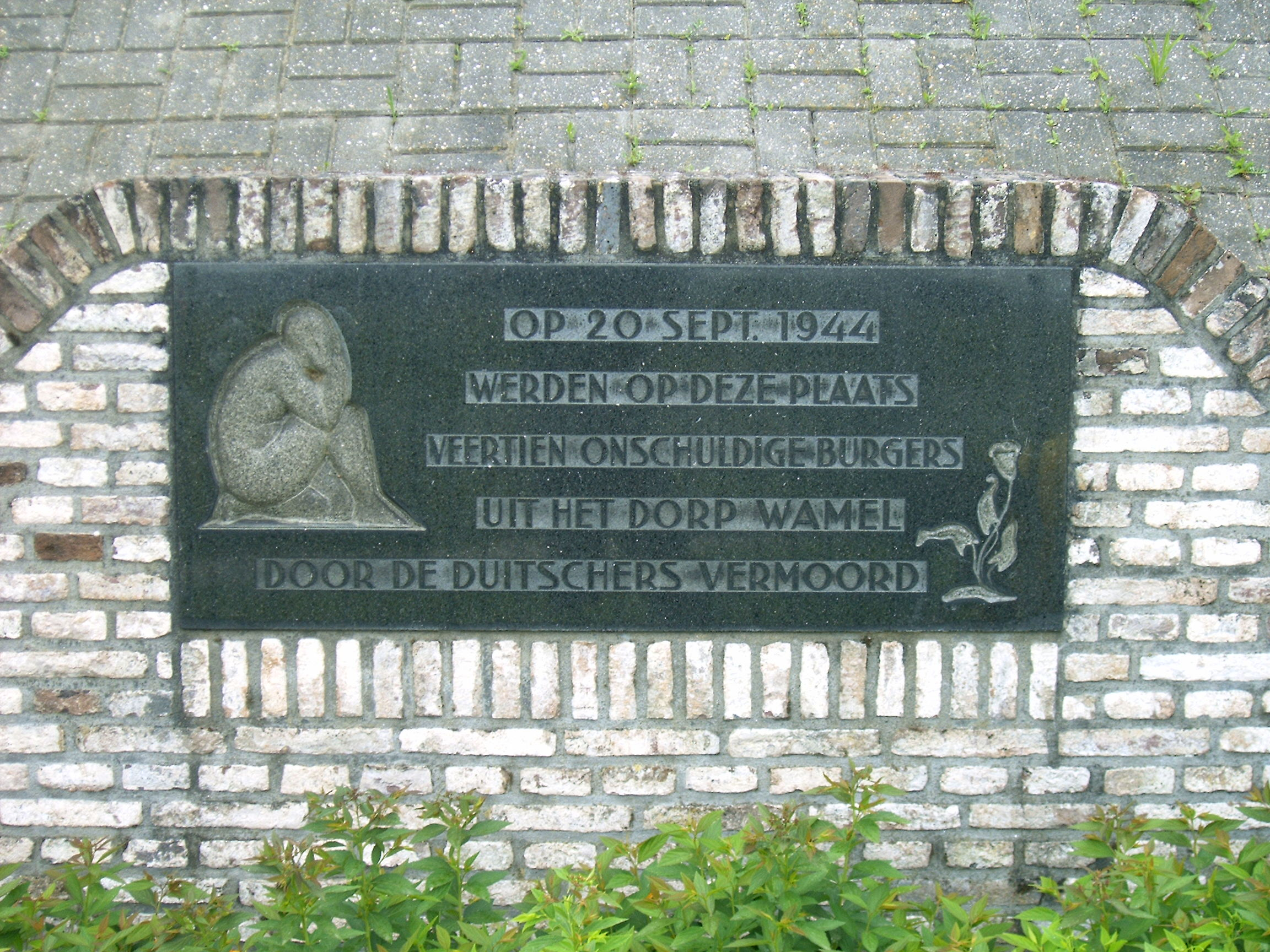
Herdenkingsmonument voor de gefusilleerden uit Wamel (omstreeks 1946)
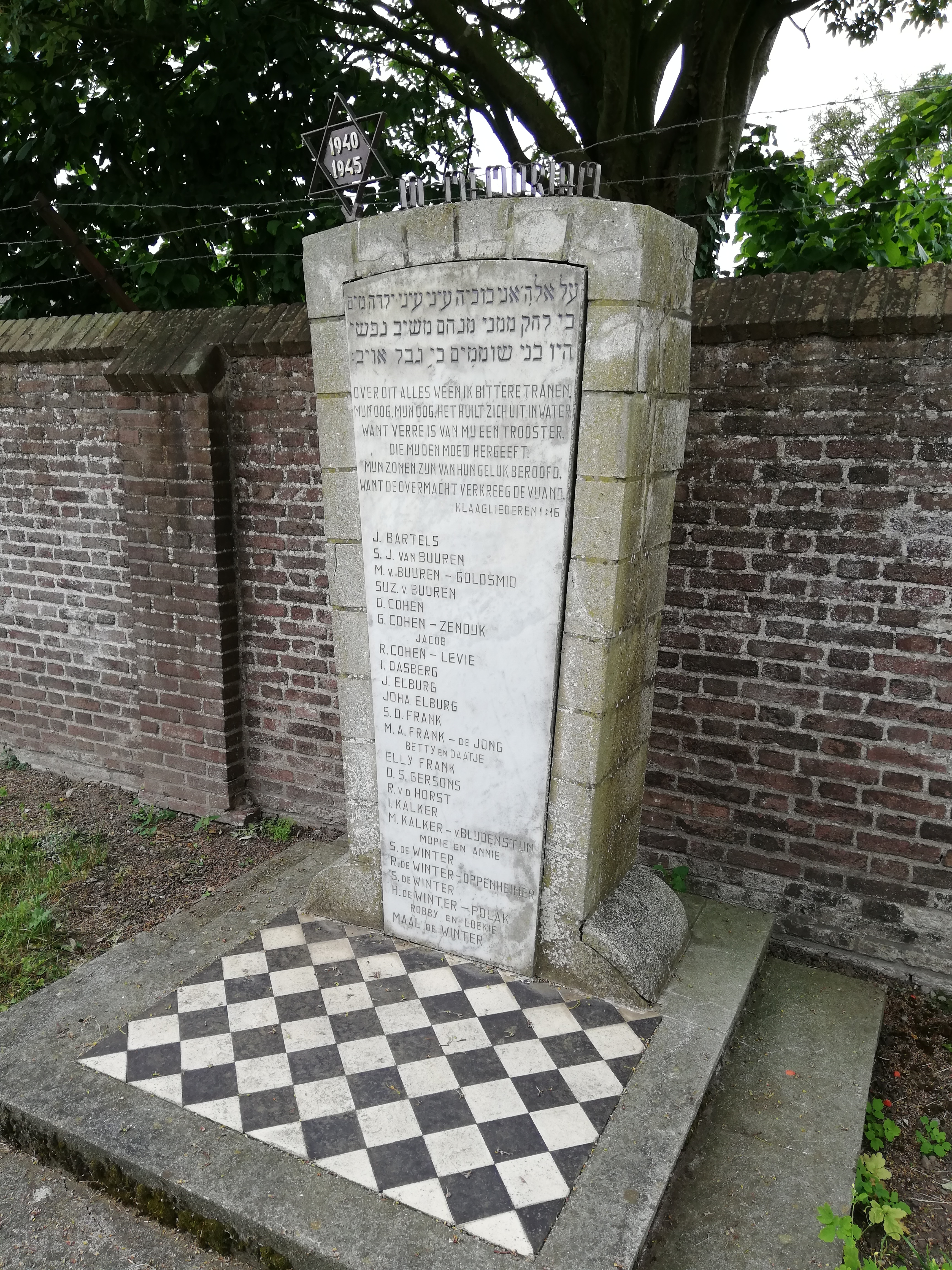
Monument op de Joodse begraafplaats
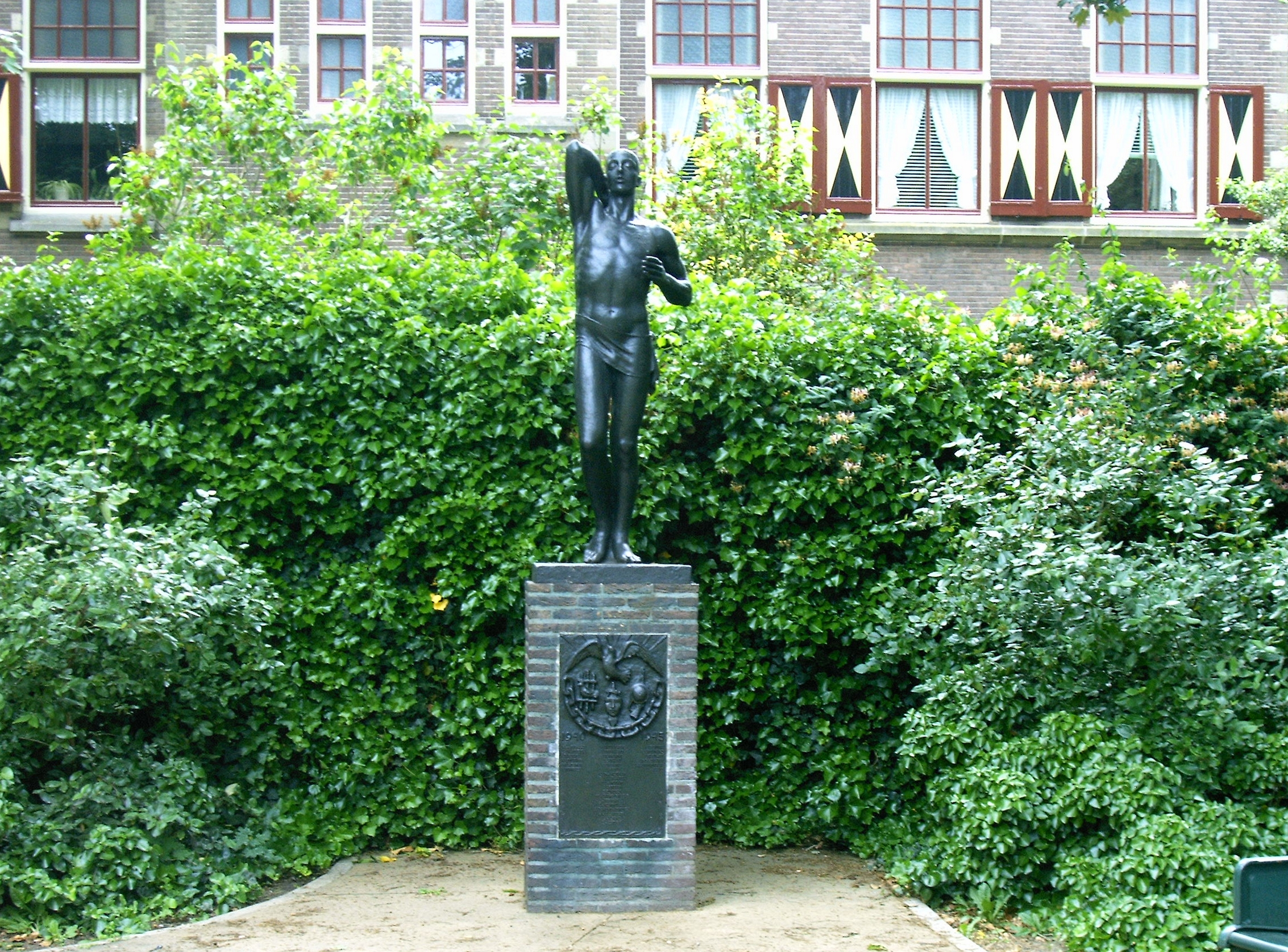
De gevallen krijger (1950) van Wim van Hoorn
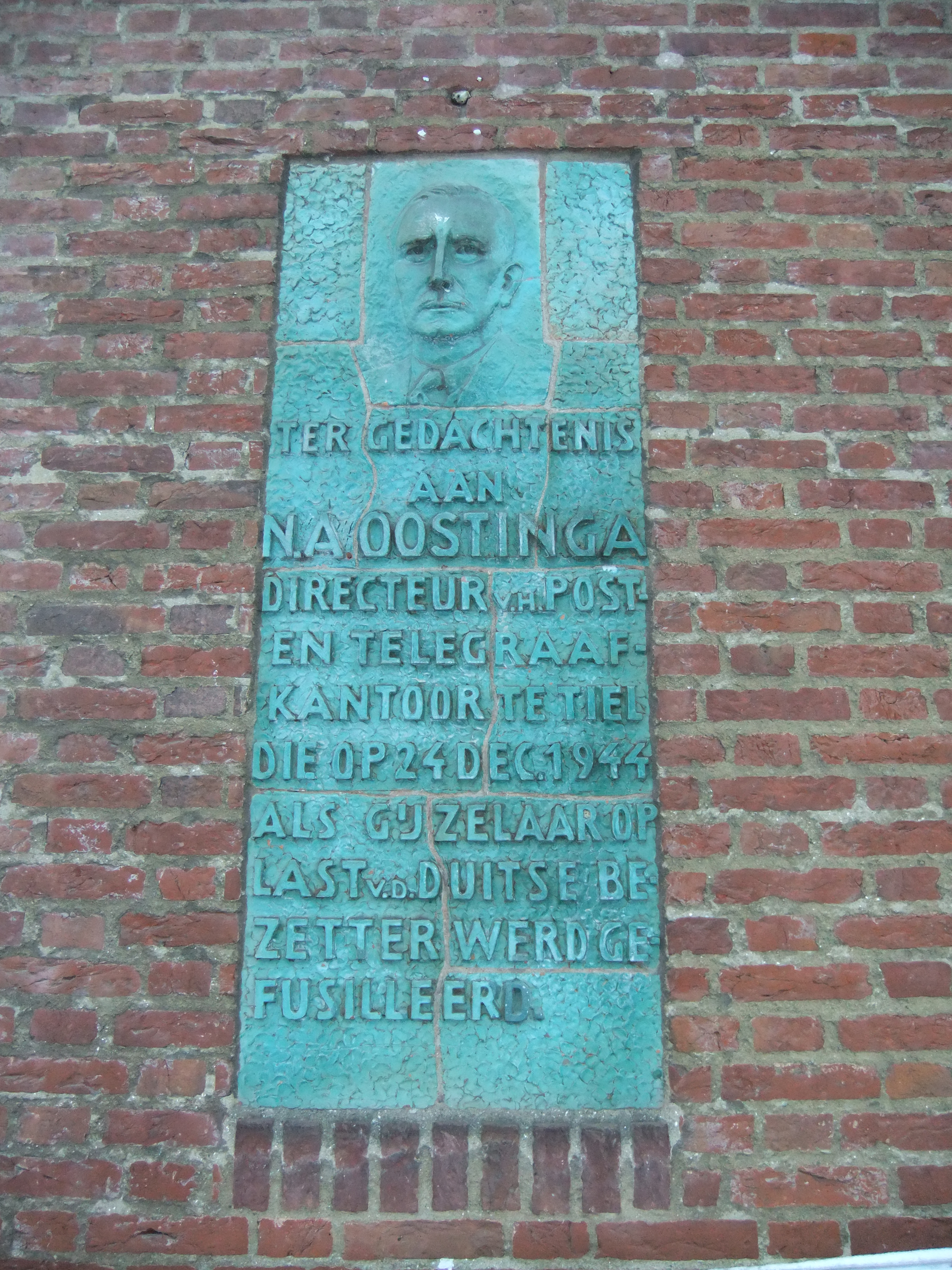
Herdenkingsplaquette voor N.A. Oostinga, directeur van het postkantoor (1953)
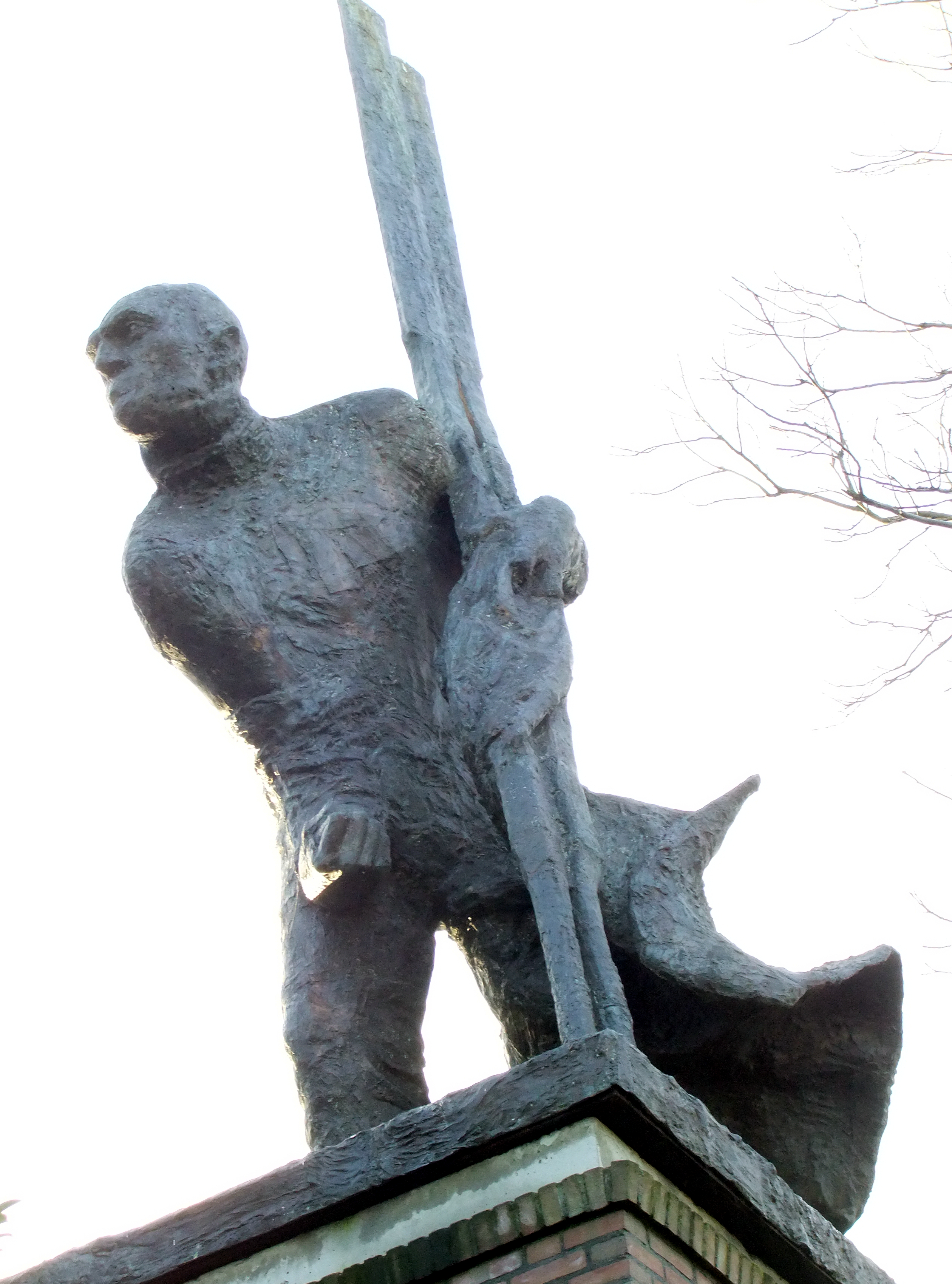
De Roeier (Zennewijnen) (1995) van Willem den Ouden
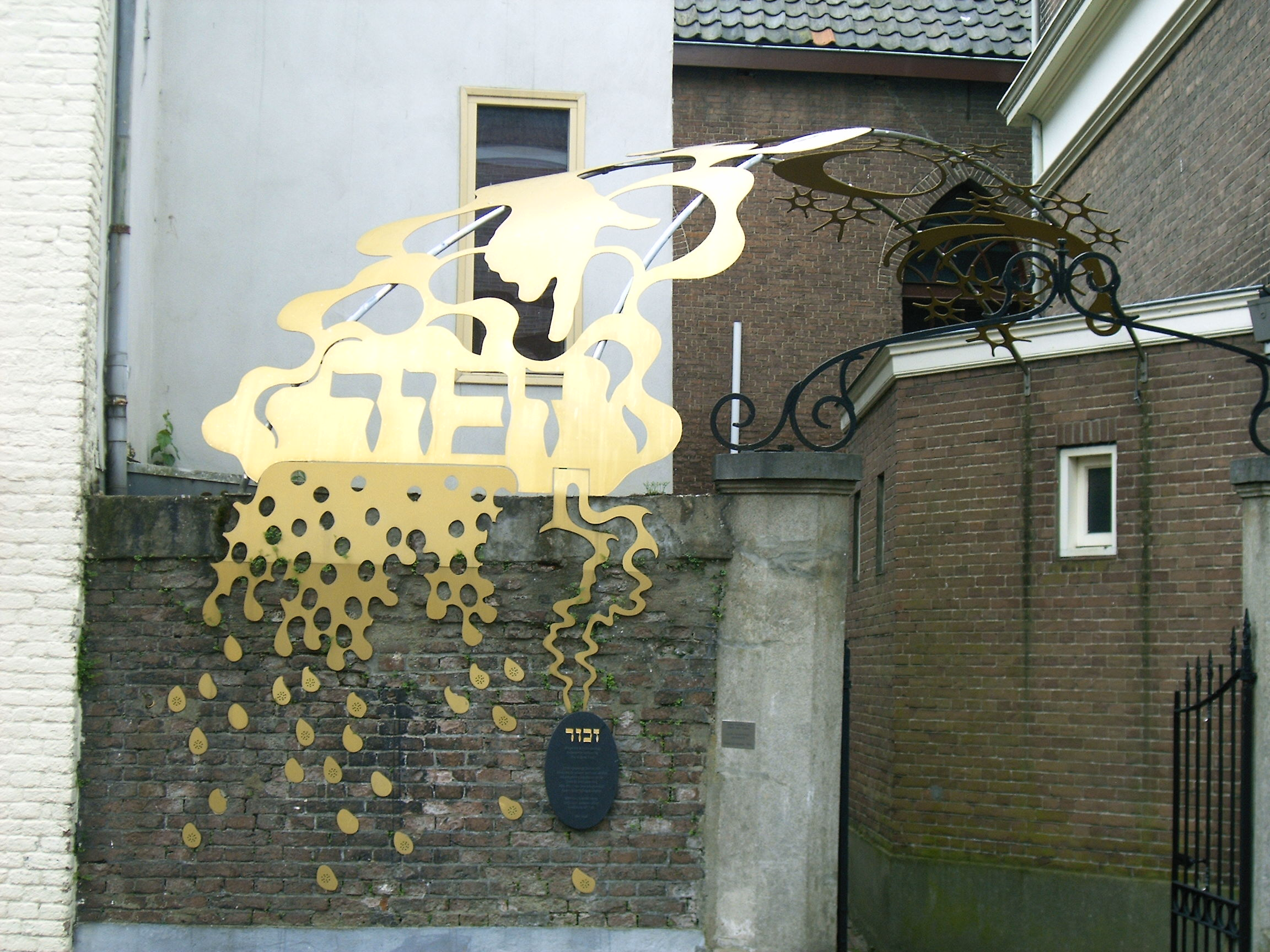
Joods monument (1996) van Willem den Ouden en Johan Goedhart
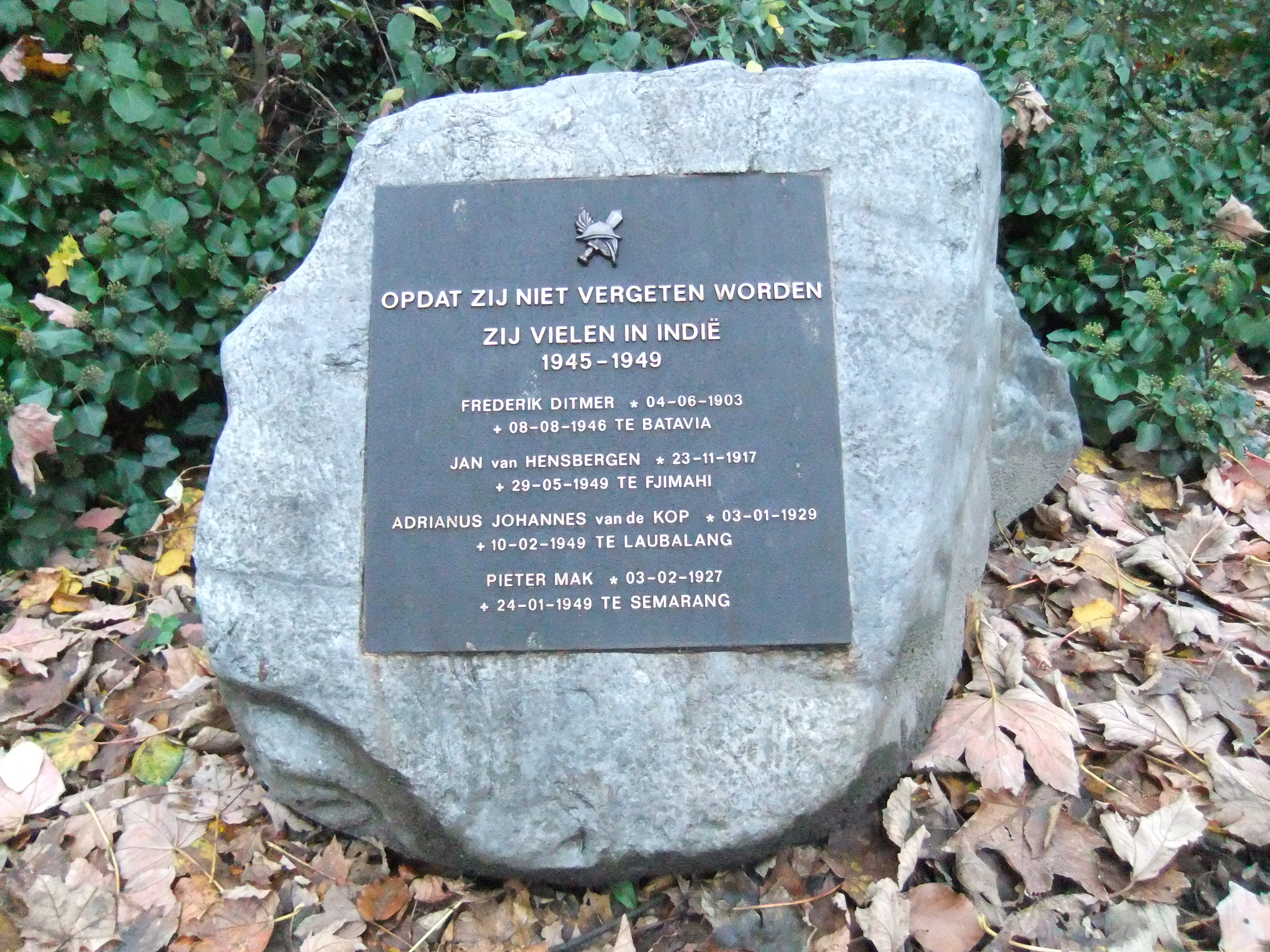
Indisch monument (2009)
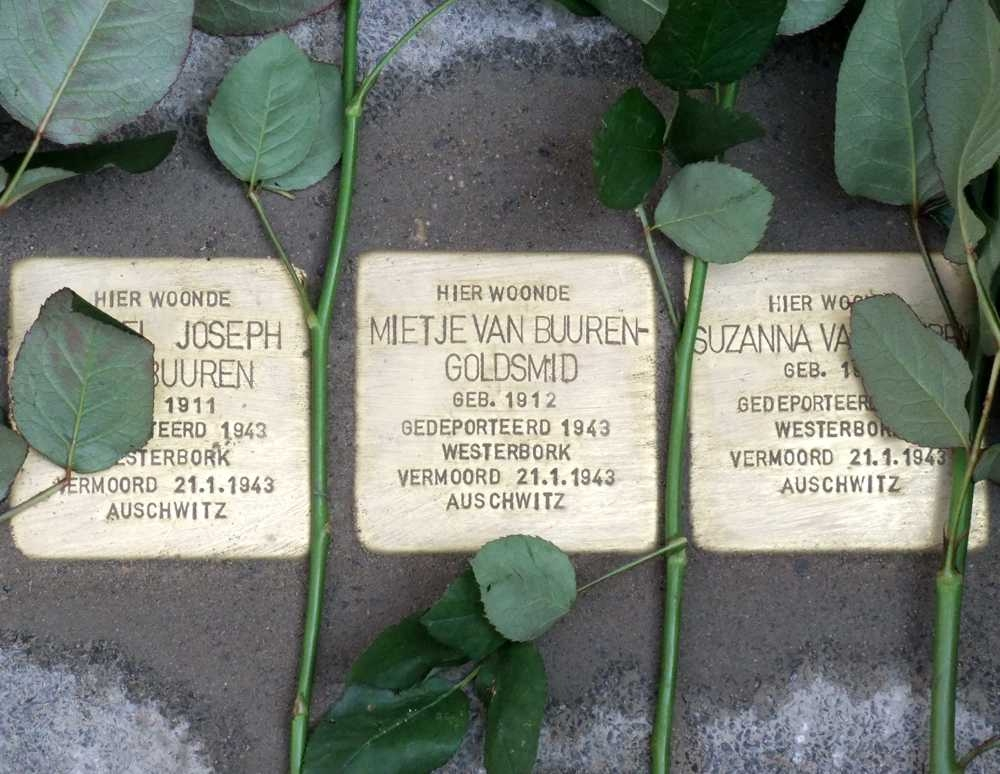
21 Stolpersteine (2010)
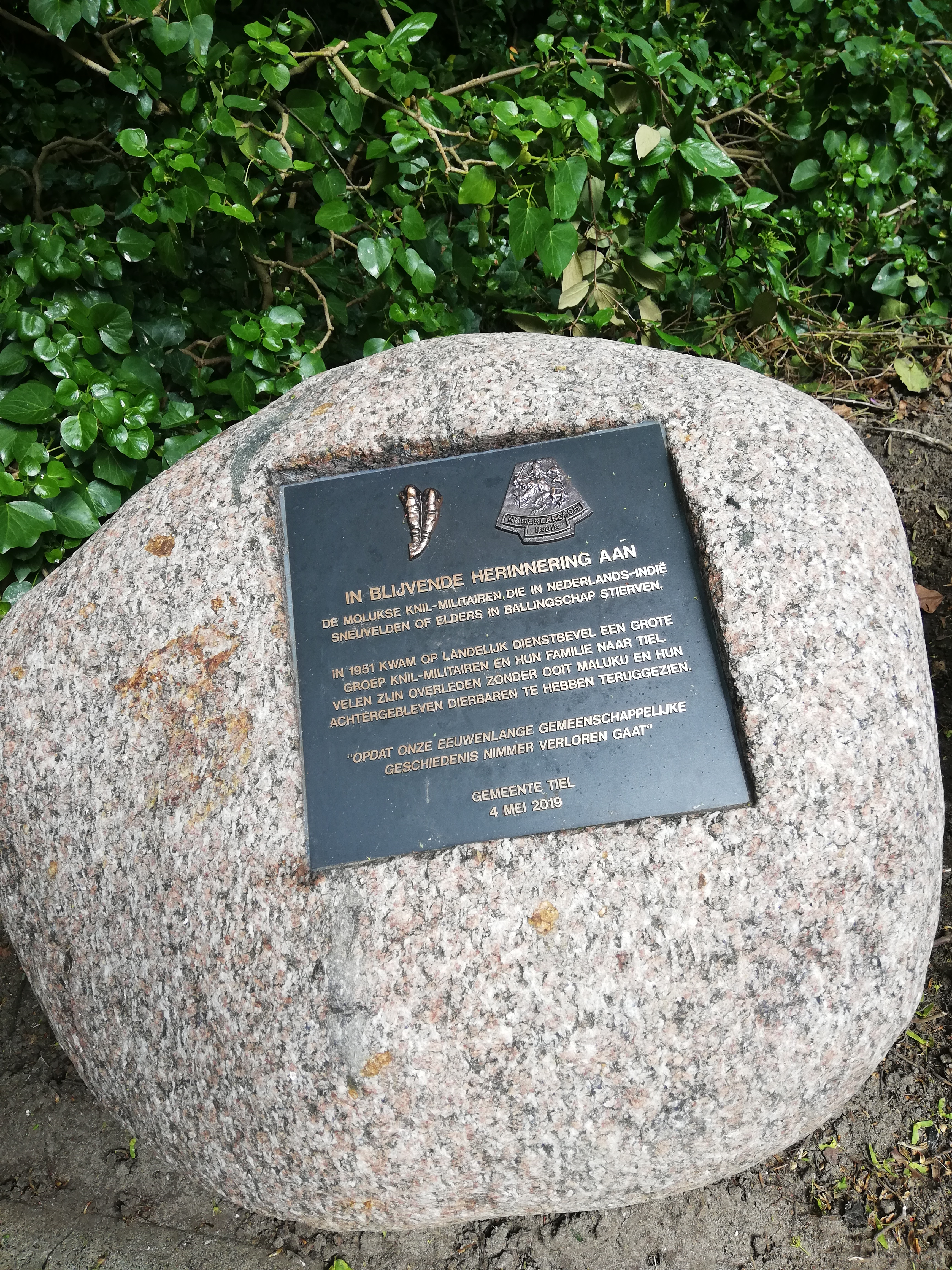
Moluks monument (2019)
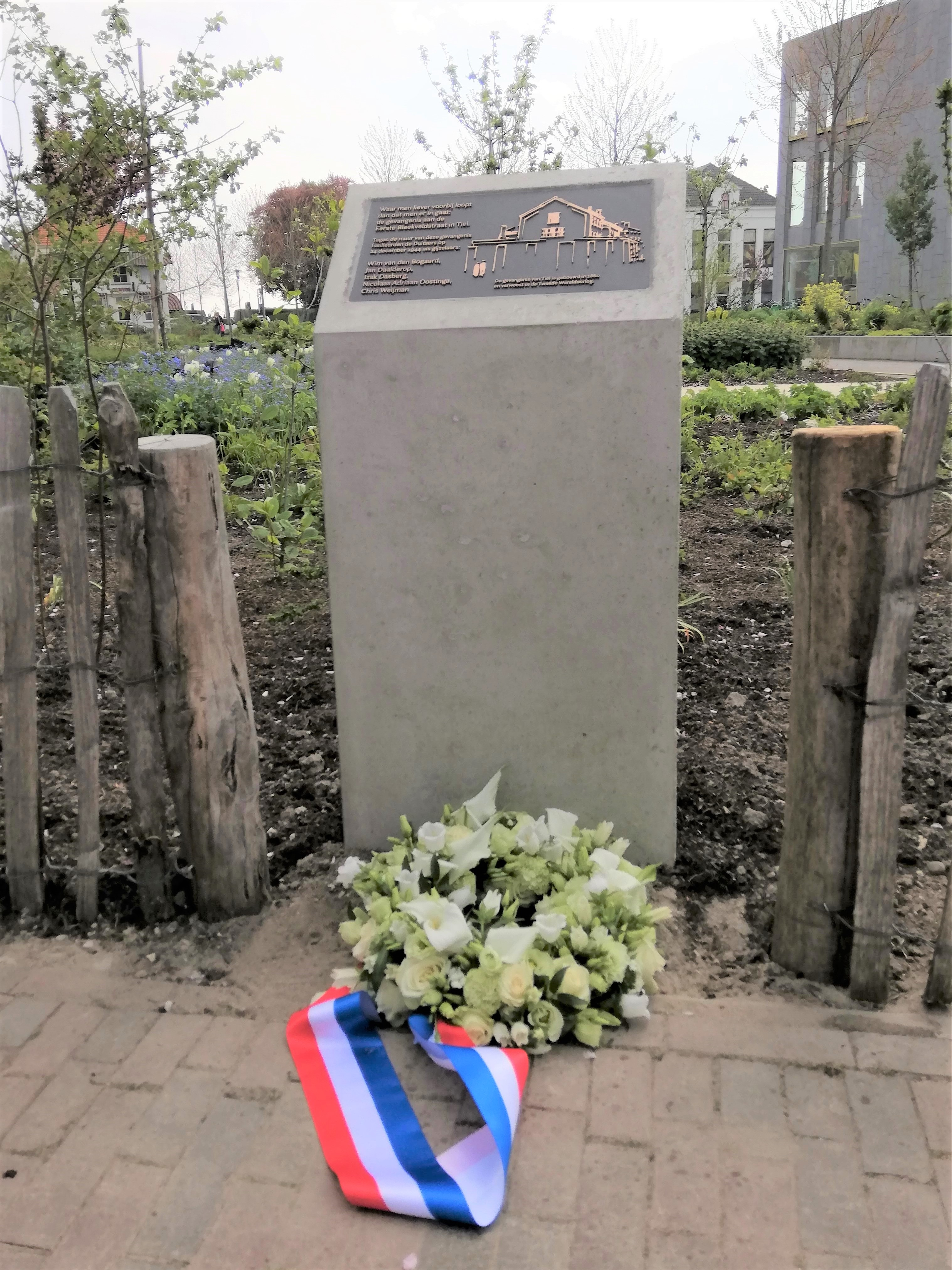
Gedenkteken voor de gefusilleerden van 24 december 1944 (2022)

### Na 1945

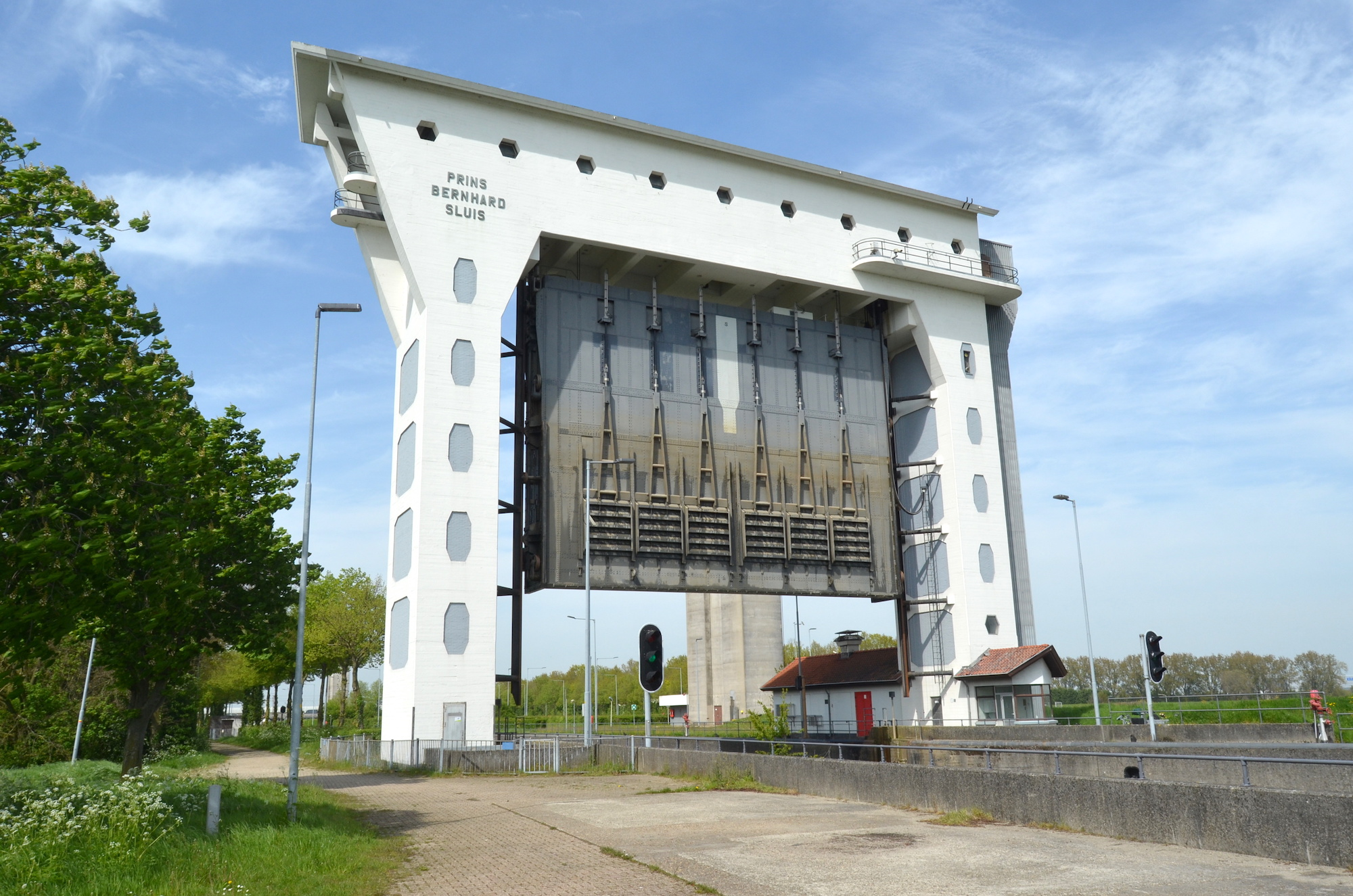
Prins Bernhardsluis uit 1952

In 1949 werd in Tiel het vijftigduizendste nieuw gebouwde huis in Nederland van na de oorlog opgeleverd en geopend door de minister van volkshuisvesting. De Waterpoort werd in 1979 herbouwd. In 2006 begon men met het uitbaggeren en reinigen van de stadsgrachten, waarin nog munitie lag uit de oorlog. Het baggeren werd uitgevoerd met behulp van de zogeheten Bombox, een mobiele veiligheidsconstructie die speciaal voor dit project was gebouwd. In totaal werden er vijfhonderd grote en kleine explosieven boven water gehaald.
In de twintigste eeuw breidde de stad sterk uit. De A15, aangelegd in de jaren zestig, zorgde voor een goede ontsluiting. De westelijke uitbreiding Westluiden ontstond, voor een groot deel bestaande uit sociale woningbouw voor de gastarbeiders uit het Middellandse Zeegebied die in de industrie kwamen werken. De gemeente werd later nog uitgebreid met de dorpen Drumpt, Kapel-Avezaath en Wadenoijen, die voorheen deel uitmaakten van de voormalige gemeente Wadenoijen. Daarnaast kwamen de buurtschap Latenstein in 1956 en het gehucht Medel in 2002 door de gemeente Echteld bij Tiel. In de jaren negentig van de 20e eeuw is op de plaats van de buurtschap Passewaaij, tussen Wadenoijen en Tiel, begonnen met de aanleg van de grootscheepse Vinex-nieuwbouwwijk Passewaaij.
Op 31 januari 1995 en in de dagen daarna werden 250.000 mensen, variërend van vijf dagen tot twee weken, verplicht uit grote delen van het rivierengebied geëvacueerd wegens de gevaarlijk hoge waterstand van de Rijn, Maas en Waal. Tiel was een van de steden die werden geëvacueerd. De evacuatie van het Rivierenland was een van de grootste evacuaties uit de recente Nederlandse geschiedenis.

## Openbare voorzieningen
Tiel is uitgegroeid tot het centrum van het Rivierenland. Veel mensen uit de regio maken gebruik van de voorzieningen die Tiel te bieden heeft zoals winkels, scholen, ziekenhuis Rivierenland, schouwburg en filmtheater Agnietenhof en cultuurgebouw Zinder.
Sinds 1965 is in Tiel het Bureau Krediet Registratie, kortweg BKR, gevestigd.
In de zomer van 2020 moest de enige bioscoop van Tiel de deuren permanent sluiten. Directe aanleiding waren de coronamaatregelen van de overheid, maar daarvóór waren er al financiële problemen.

## Politiek

### Gemeenteraad
De gemeenteraad van Tiel bestaat sinds 2002 uit 27 zetels. Hieronder de behaalde zetels per partij bij de gemeenteraadsverkiezingen sinds 1998.
| Gemeenteraadszetels   | Gemeenteraadszetels | Gemeenteraadszetels | Gemeenteraadszetels | Gemeenteraadszetels | Gemeenteraadszetels | Gemeenteraadszetels | Gemeenteraadszetels |
| Partij                | 1998                | 2002                | 2006                | 2010                | 2014                | 2018                | 2022                |
| --------------------- | ------------------- | ------------------- | ------------------- | ------------------- | ------------------- | ------------------- | ------------------- |
| Partij van de Burgers | -                   | -                   | -                   | 1                   | 4                   | 8                   | 7                   |
| D66                   | 2                   | 1                   | 1                   | 3                   | 5                   | 4                   | 4                   |
| PvdA                  | 8                   | 7                   | 10                  | 6                   | 5                   | 3                   | 3                   |
| VVD                   | 6                   | 5                   | 4                   | 6                   | 5                   | 5                   | 3                   |
| GroenLinks            | 2                   | 2                   | 2                   | 3                   | 1                   | 2                   | 3                   |
| CDA                   | 5                   | 4                   | 5                   | 3                   | 3                   | 2                   | 2                   |
| LokaalLiberaalTiel    | -                   | -                   | -                   | -                   | -                   | -                   | 2                   |
| Forum voor Democratie | -                   | -                   | -                   | -                   | -                   | -                   | 1                   |
| ProTiel               | -                   | 8                   | 5                   | 4                   | 2                   | 1                   | 1                   |
| ChristenUnie          | -                   | -                   | -                   | 1                   | 1                   | 1                   | 1                   |
| Sociaal Tiel          | -                   | -                   | -                   | -                   | 1                   | -                   | -                   |
| Krachtig Tiel         | -                   | -                   | -                   | -                   | -                   | 1                   | -                   |
| Overigen              | 2                   | -                   | -                   | -                   | -                   | -                   | -                   |
| Totaal                | 25                  | 27                  | 27                  | 27                  | 27                  | 27                  | 27                  |

## Bestuurlijke indeling
De gemeente Tiel is bestuurlijk ingedeeld in de volgende wijken en buurten:

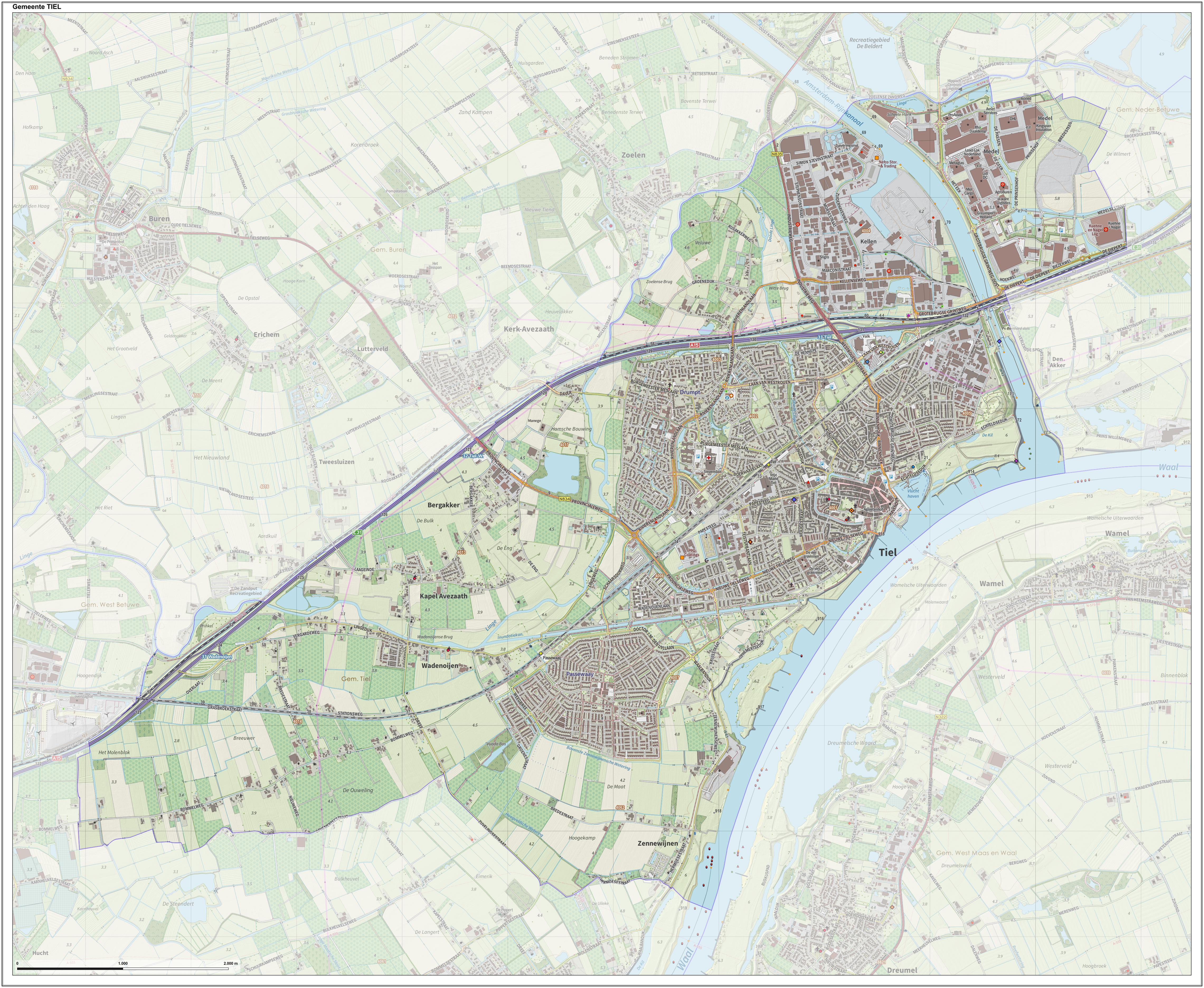
Topografische gemeentekaart van Tiel, september 2022

- Centrum

Binnenstad
Sterrebos
Stationsbuurt
- Tiel-Oost

Santwijck
De Lok
Het Ooij
Latenstein
- Tiel-West

Hertogenwijk
Burgemeesterswijk
Ridderweide
- Tiel-Noord

De Hennepe
Schepenbuurt
Kloosterbuurt
De Elzenpasch
Westroijen
Rauwenhof
Drumpt
- Passewaaij

Passewaaij-Noord
Passewaaij-Zuid
- Zennewijnen
- Wadenoijen
- Kapel-Avezaath

Bergakker
- Kellen

Veluwe
Industrieterrein Kellen
- Medel

## Natuur

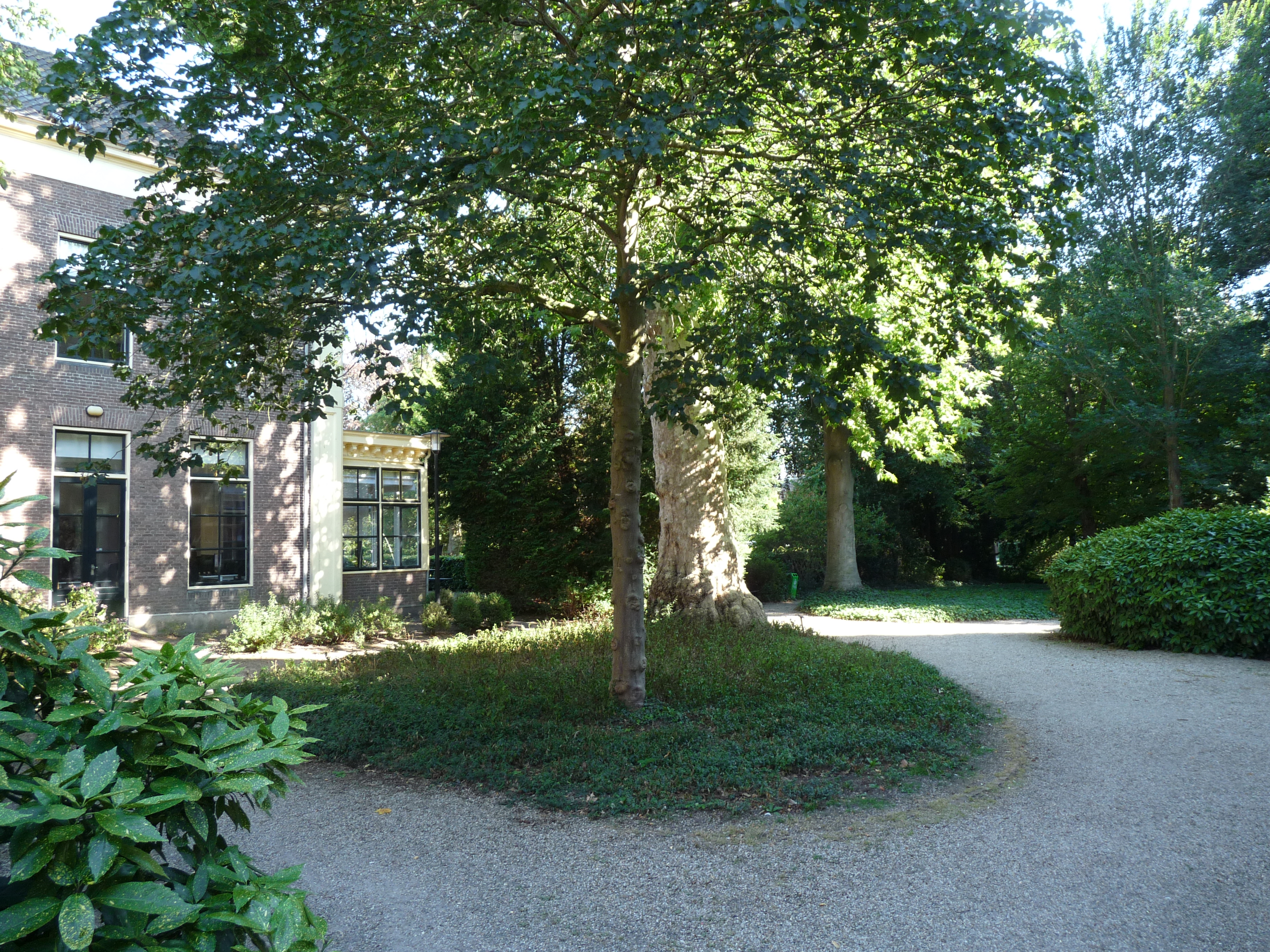
Ambtmanstuin

Tiel heeft verscheidene parken in en rondom de binnenstad. De tuin bij het Ambtmanshuis, de singels en een deel van begraafplaats Ter Navolging zijn ontworpen door Karel George Zocher. Naast cultuurgebouw Zinder ligt vlindertuin De Zindering, die geheel door vrijwilligers is aangelegd. Voor de voormalige Burense Poort ligt het Kalverbos. In de Hertogenwijk ligt het dierenparkje de Juliana Hertenkamp, in 1963 door de Oranjevereniging aan de bevolking van Tiel geschonken. Passewaaij heeft het Linge-Waalpark en grenst aan natuurontwikkelingsgebied Wetland Passewaaij. Het parkje De Elzenpasch ten noorden van het stadscentrum behoorde vroeger tot het gelijknamige landgoed in Drumpt. Oostelijk van het centrum, aan de rand van het Amsterdam-Rijnkanaal, ligt het Park Vijverberg met onder meer speeltoestellen en een insectenweide, aangelegd op een voormalige stortplaats. Tussen de Waal, het Amsterdam-Rijnkanaal en Park Vijverberg ligt de Kleine Willemswaard in een voormalig landbouwgebied in de uiterwaarden. Behalve deze parken heeft ook de dijkstrook langs de Waal een recreatieve functie.

## Cultuur

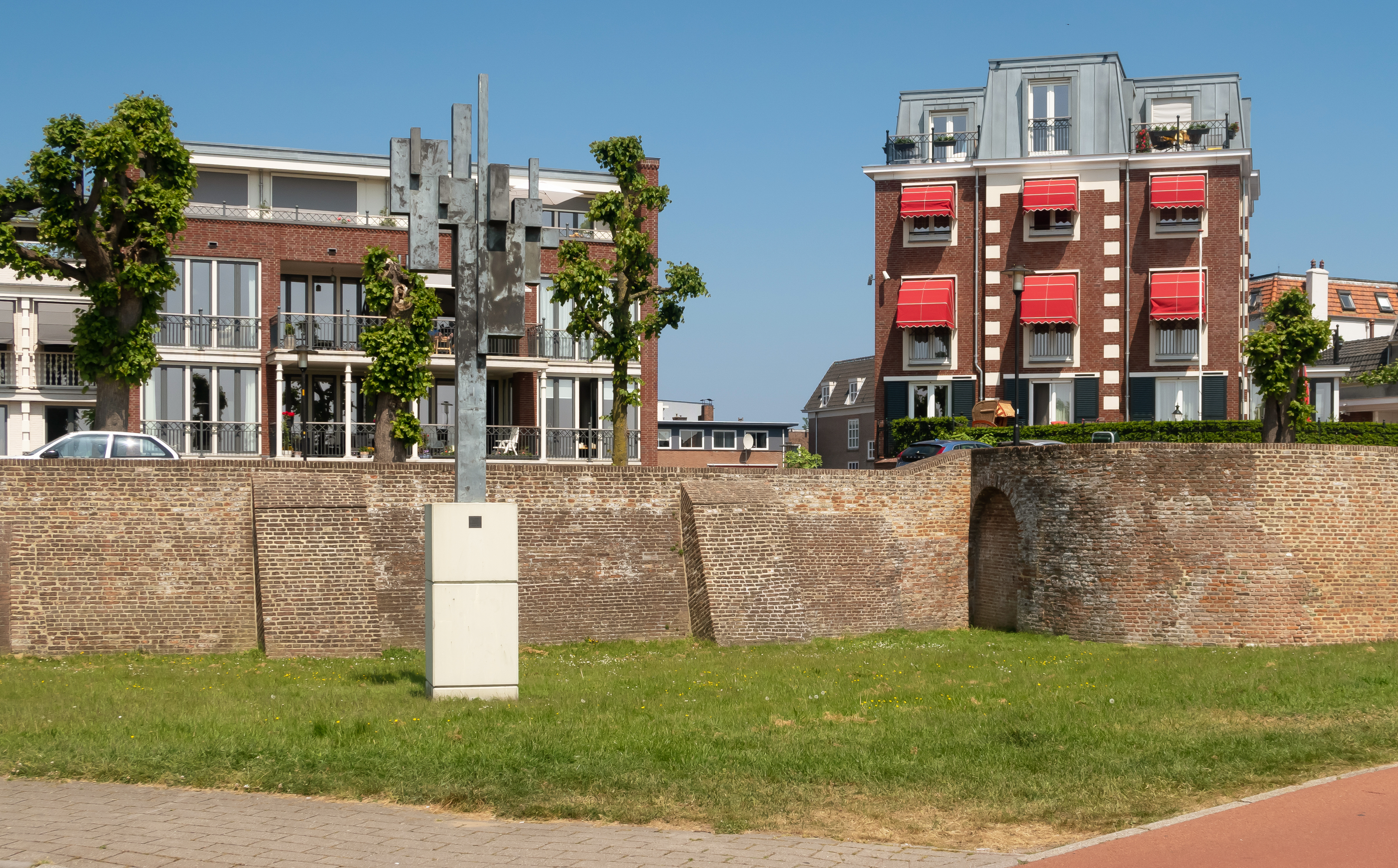
Sculptuur Innerlijke Evenwichtsoefening van Pieter Kooistra

Tiel heeft verscheidene culturele voorzieningen, waaronder schouwburg en filmtheater Agnietenhof, cultuurgebouw Zinder, het Flipje & Streekmuseum en Regionaal Archief Rivierenland. In Zinder hebben de bibliotheek, Centrum voor de kunsten De Plantage, muziekcentrum TwentieToe en de kunstuitleen een plek gekregen.

### Monumenten
In de gemeente zijn een aantal rijksmonumenten, gemeentelijke monumenten, oorlogsmonumenten en een varend monument, zie:
- Lijst van rijksmonumenten in Tiel (gemeente)
- Lijst van rijksmonumenten in Tiel (plaats)
- Lijst van gemeentelijke monumenten in Tiel
- Lijst van oorlogsmonumenten in Tiel
- Neeltje Jantje (varend monument)

### Bezienswaardigheden
- Waterpoort
- Sint-Maartenskerk
- Sint-Caeciliakapel
- Sint-Dominicuskerk
- Sint Hyacinthuskapel
- Ambtmanshuis
- Gerechtsgebouw
- Oud Burger Mannen- en Vrouwenhuis
- Burgerweeshuis
- Flipje & Streekmuseum
- Vismarkt
- Vlindertuin De Zindering

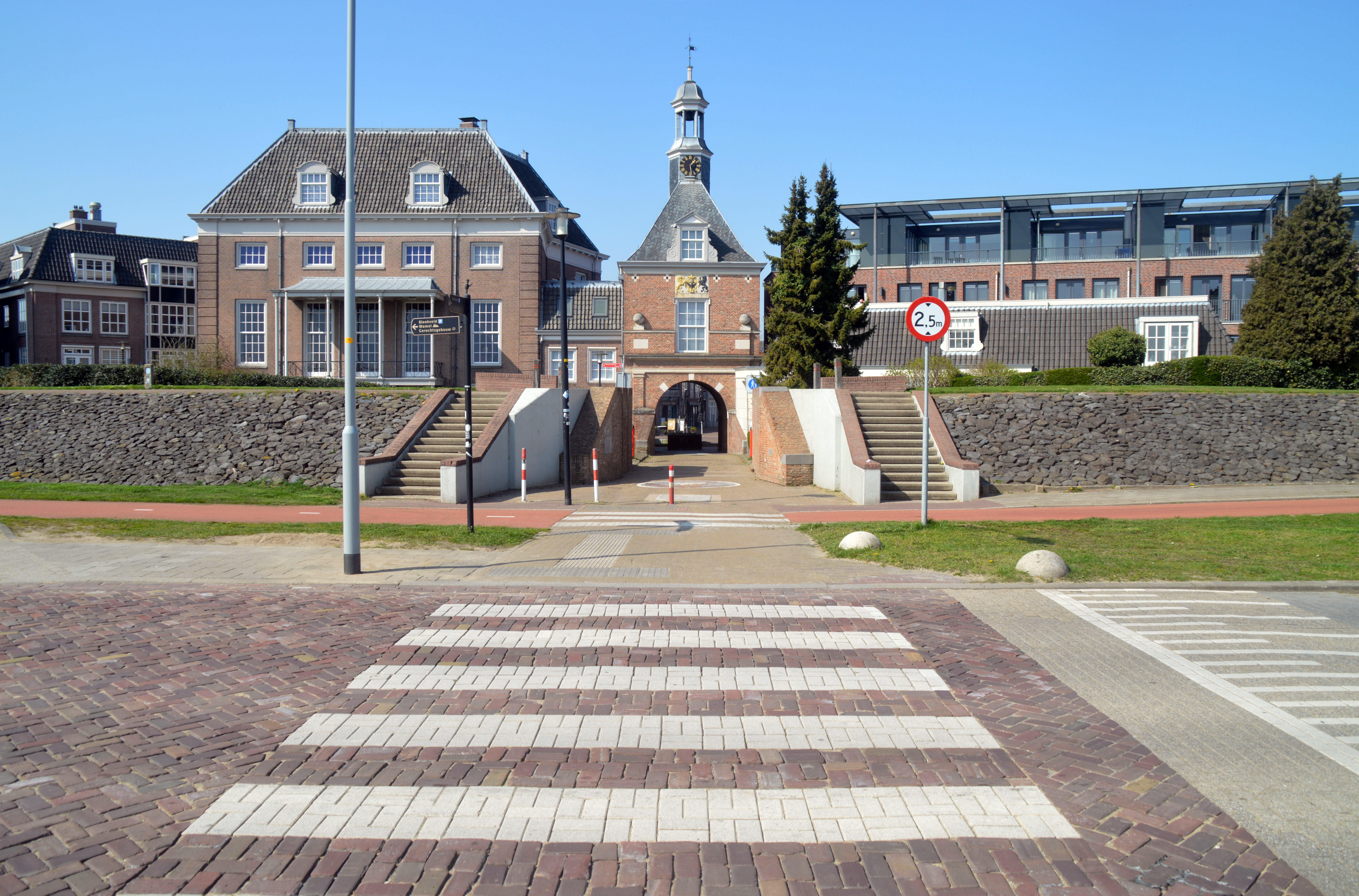
De Waterpoort is een restant van de vestingwerken uit 1647
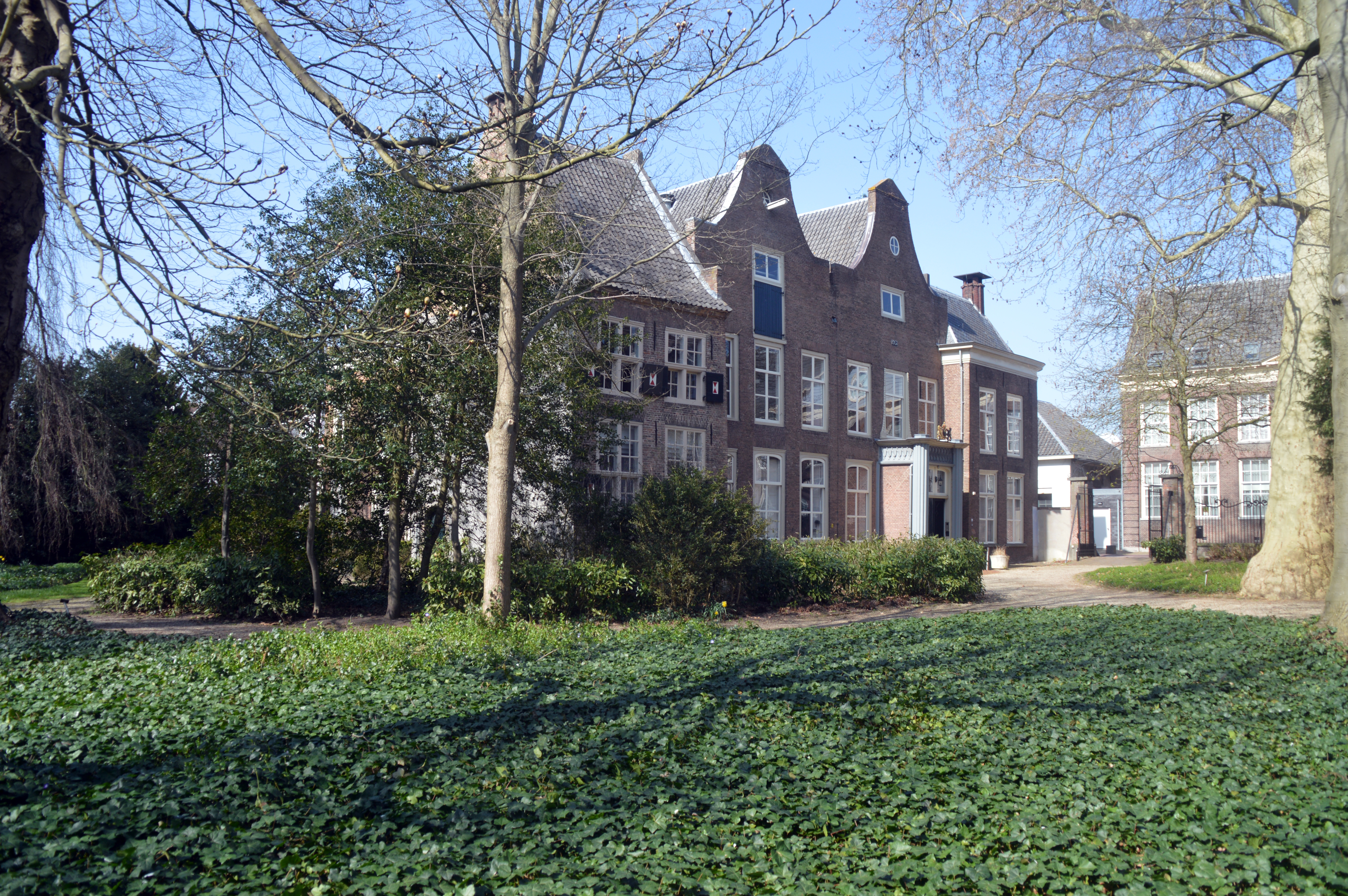
Ambtmanshuis
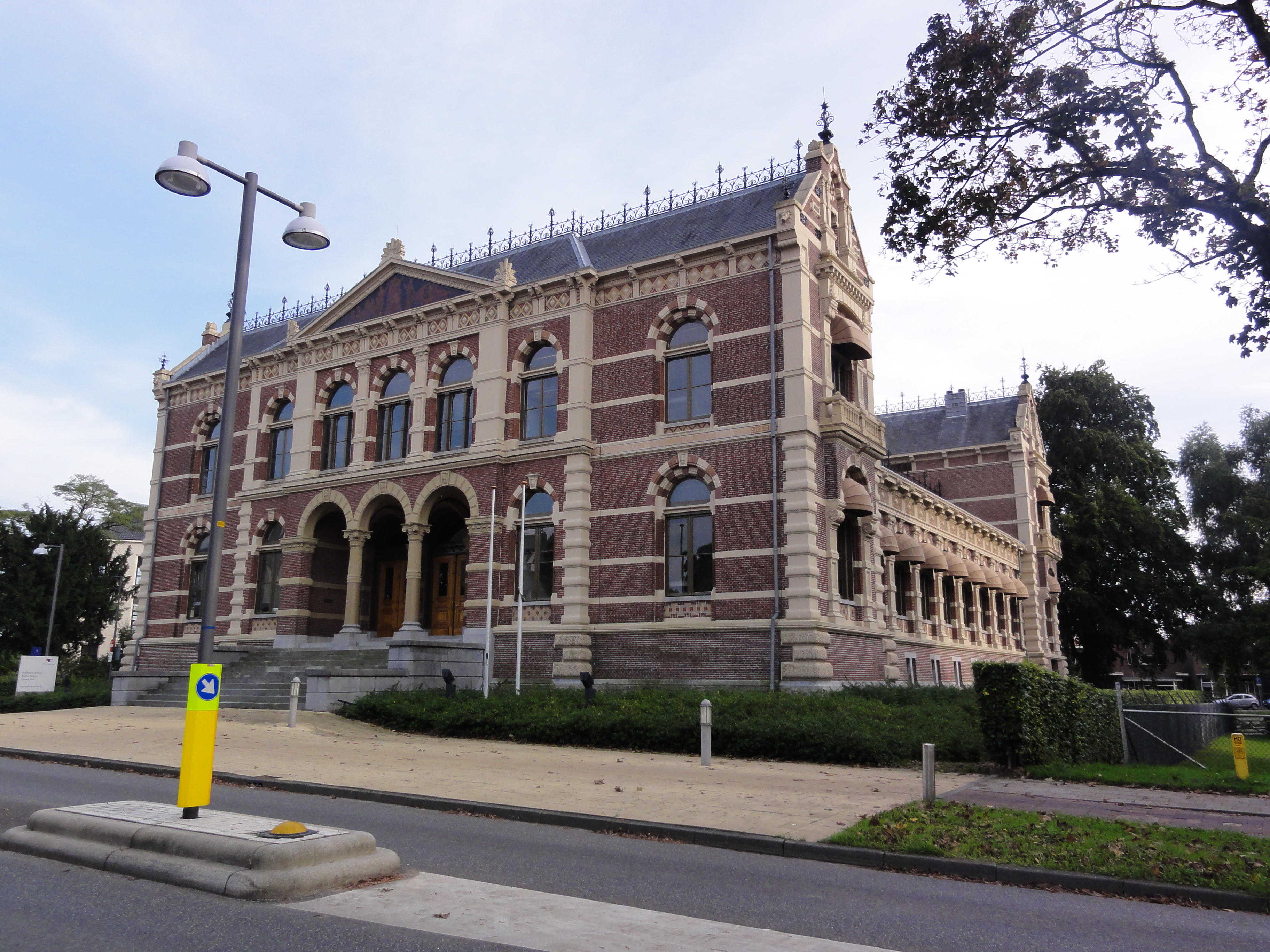
Gerechtsgebouw
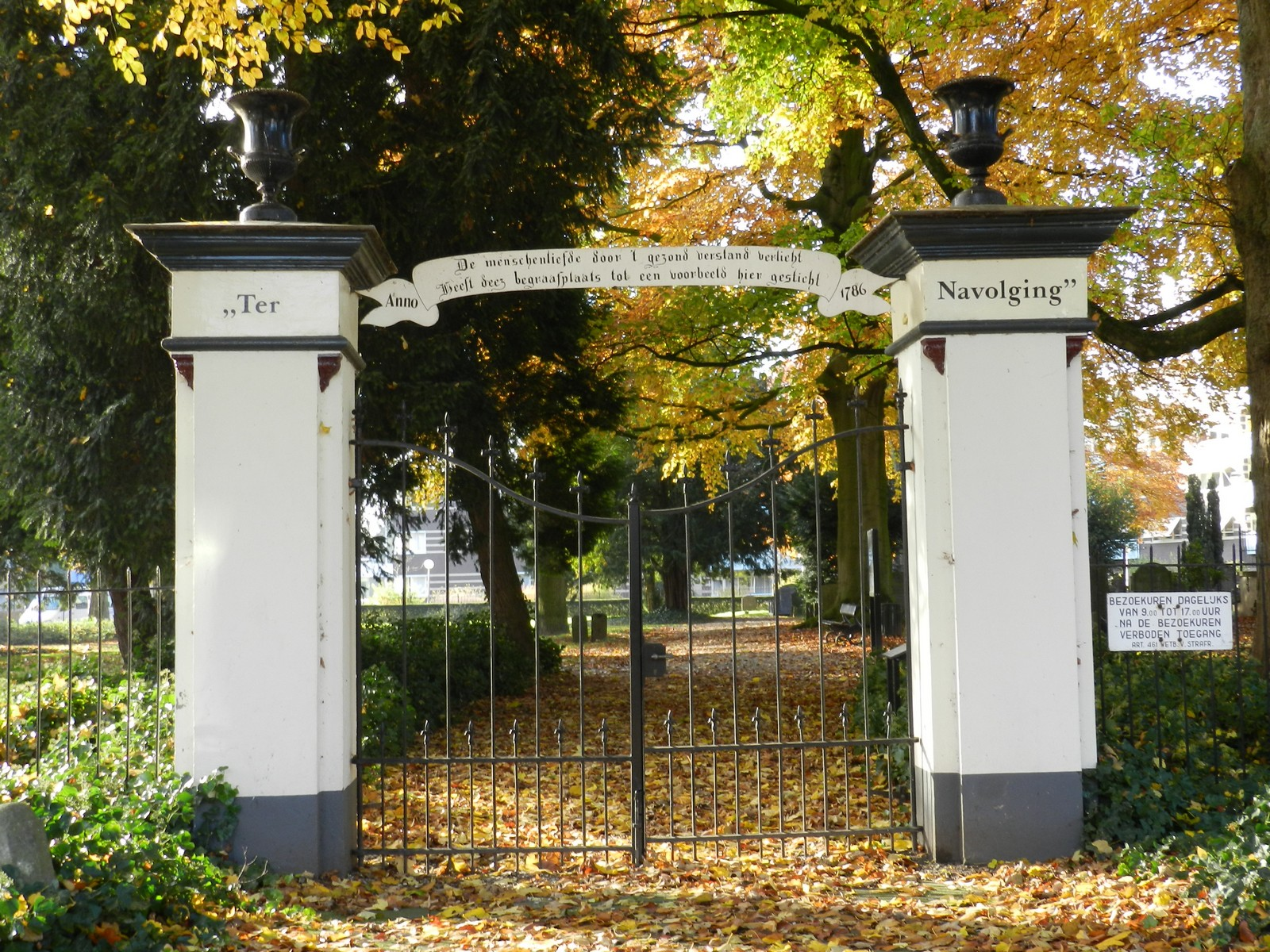
Begraafplaats Ter Navolging
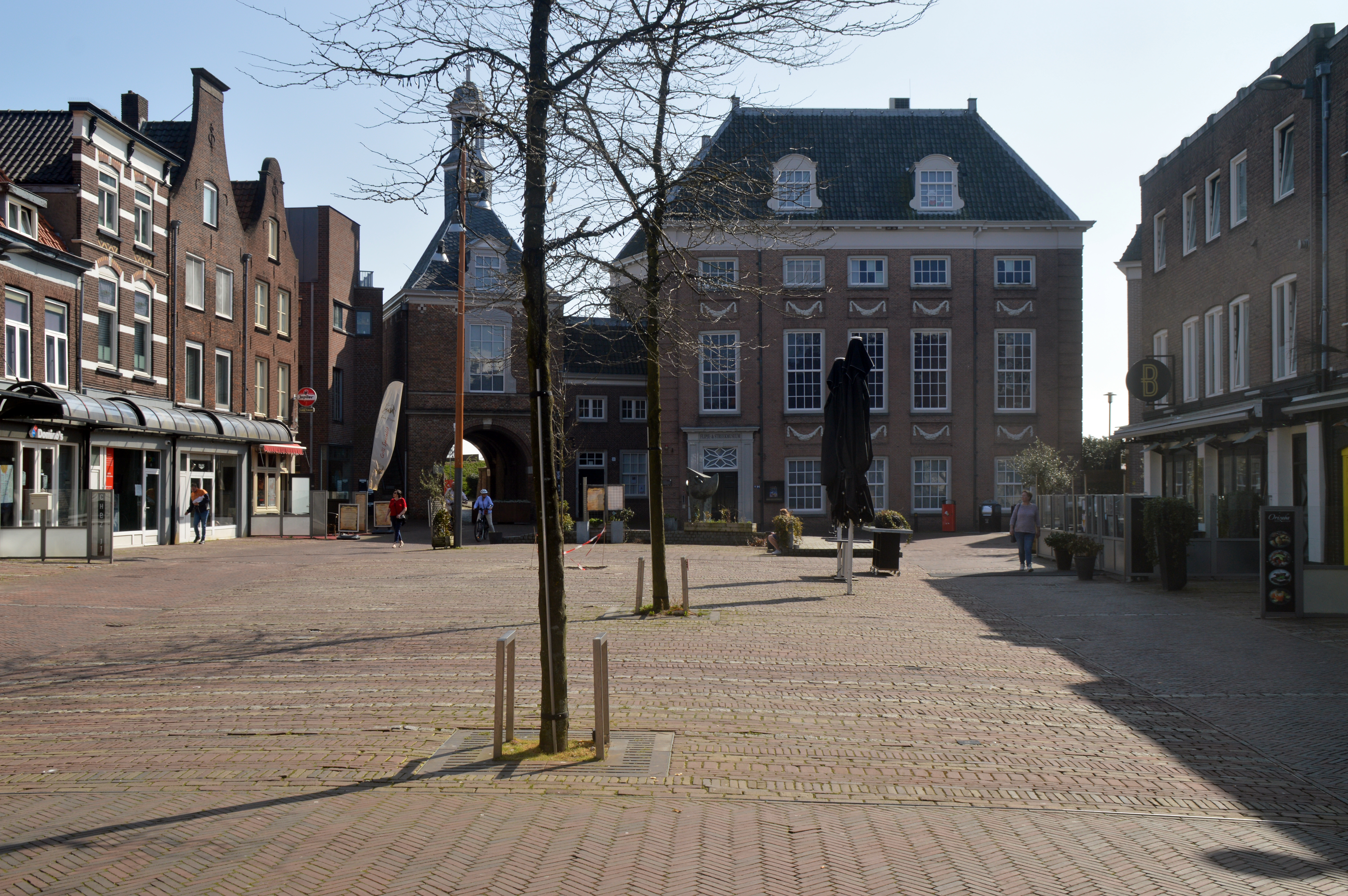
Plein met Waterpoort en Flipje & Streekmuseum
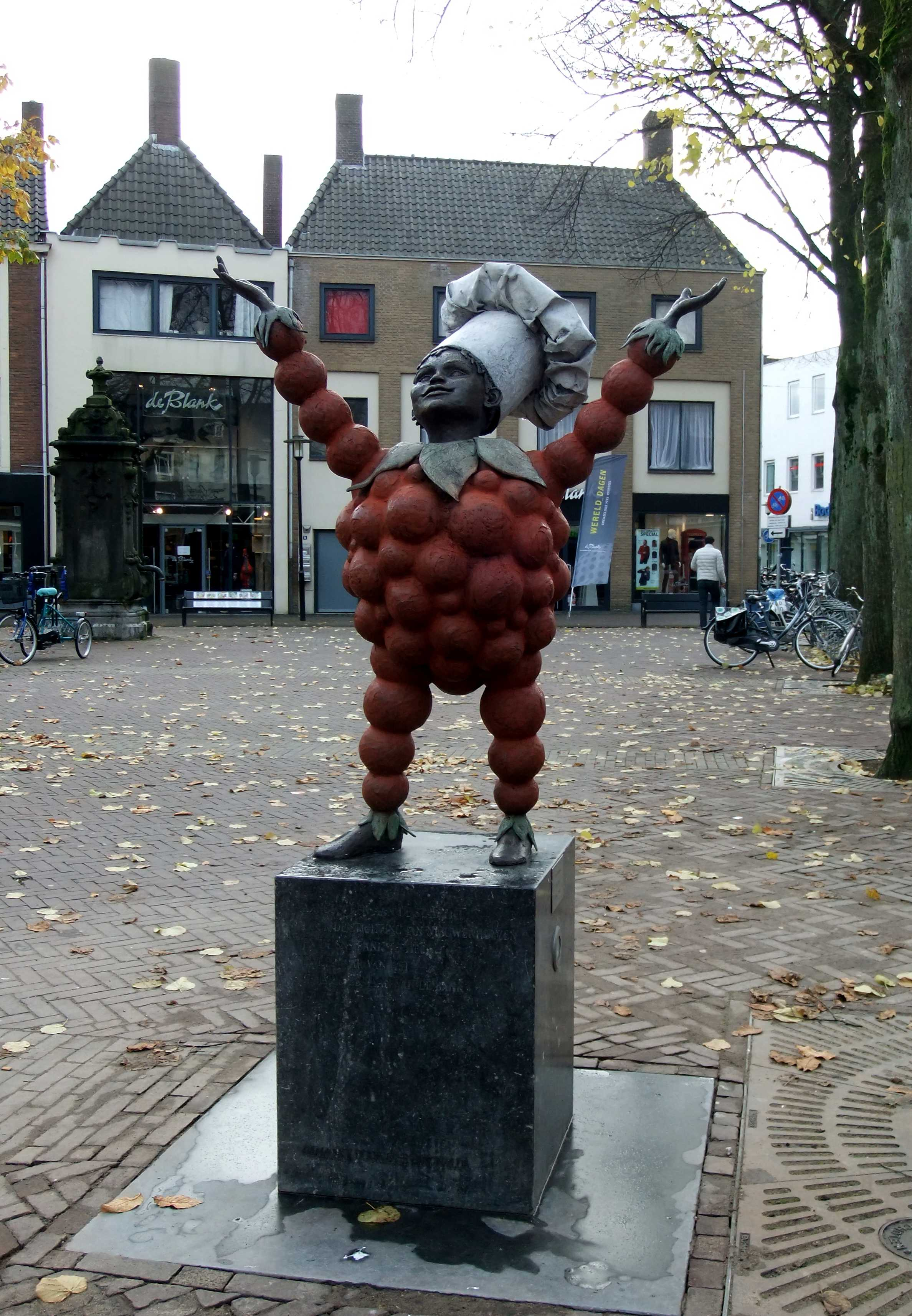
Beeld van Flipje

Kaart van het oude centrum van Tiel

### Kunst in de openbare ruimte
In de gemeente zijn diverse beelden, sculpturen en objecten in de openbare ruimte.

### Evenementen
- Jaarlijks werden in het tweede weekend van september de landelijk bekende evenementen Appelpop en het Fruitcorso gehouden. Met een bezoekersaantal van ruim 300.000 was dit, op de Nijmeegse Vierdaagse na, het grootste evenement van Gelderland. Vanaf 2014 zijn de twee evenementen gesplitst: Appelpop blijft in het tweede weekend, het fruitcorso vindt plaats in het derde weekend van september.
- Andere jaarlijks terugkerende muzikale evenementen zijn Jazzy Tiel in oktober, House of Fame in mei en Woodstock aan de Waal in juni. Woodstock aan de Waal is gebaseerd op het Amerikaanse Woodstock Festival van 1969. Er spelen daarom vooral coverbands van bands uit de jaren zestig. Ook zijn er optredens van dichters en kunstenaars in de flowerpower-stijl. Al in 1970 had Tiel zijn eigen Woodstock, met het tweedaagse Betuws Muziekfestival. Er traden veel bekende artiesten op, zoals The Kinks, Cat Stevens, Golden Earring, Arthur Brown, Black Sabbath en de Tielse psychedelische band De Dream.
- Van 1980 tot 1995 vond het na-Tourcriterium Profronde van Tiel plaats. De wielerronde kon jaarlijks rekenen op een goed deelnemersveld en stond in het peloton zeer goed aangeschreven. Van 2011 tot 2017 werd dit evenement opnieuw jaarlijks gehouden, in 2013 voor het eerst met een internationaal damescriterium. In 2014 was Tiel gaststad voor de Holland Ladies Tour.
- Met Pinksteren en in oktober is er kermis in het centrum van de stad.
- Sinds 2003 wordt op het Plein in oktober het Smartlappenfestival georganiseerd.
- Sinds 2015 wordt met Pinksteren in de gemeentehaven het meerdaags evenement Tiel Maritiem gehouden. Verschillende soorten schepen staan deze dagen centraal.
- Begin juli is de culturele markt Tiel Toont, met shows en optredens die rouleren door de stad.
- In december wordt het Dickens Festijn gehouden.

### Eten en drinken

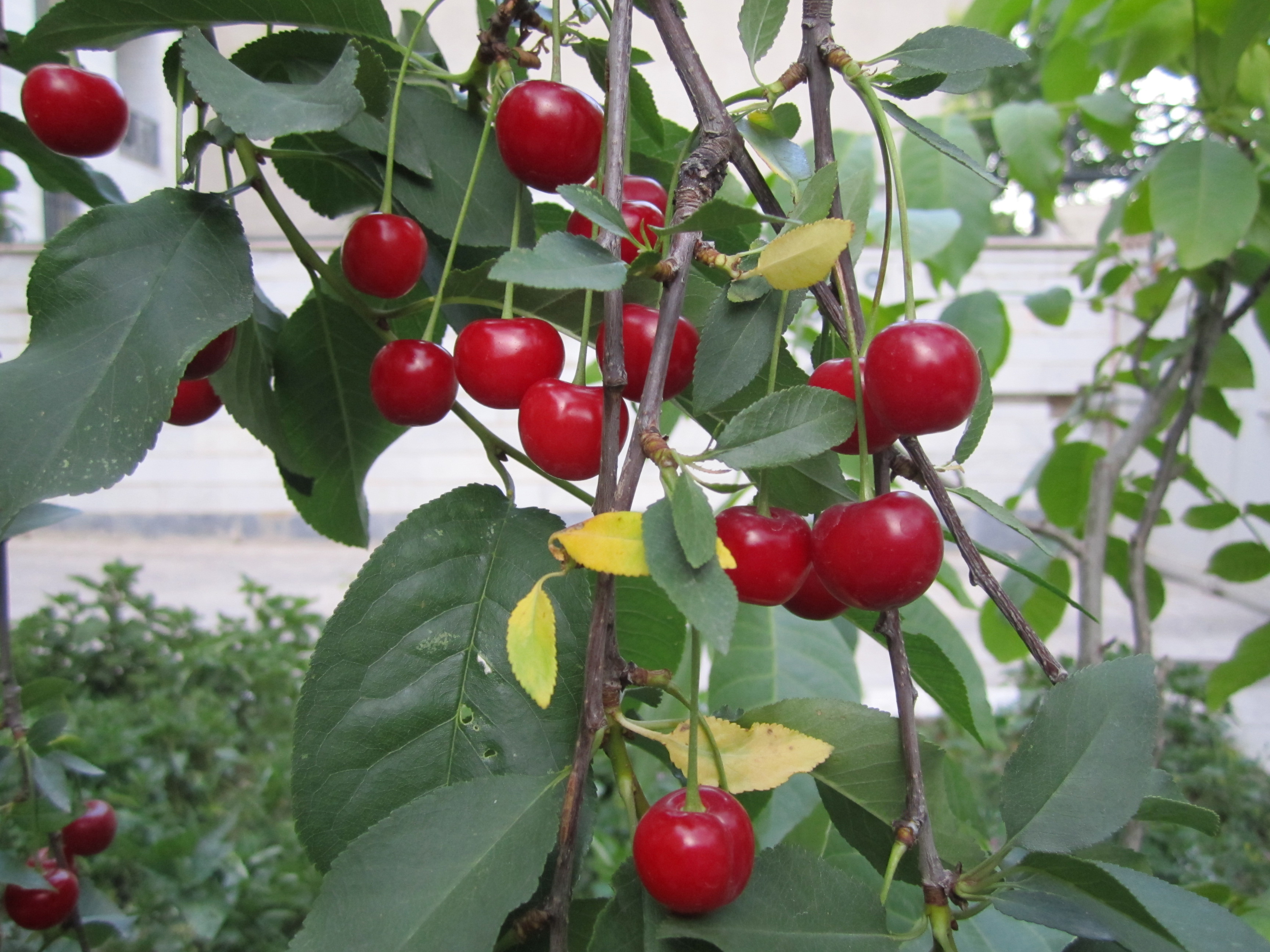
Kersen

Lekkernijen gerelateerd aan Tiel en omgeving:
- Fruit, in het bijzonder appels, peren, pruimen en kersen
- Eau de vie van Stokerij Lubberhuizen & Co
- Cider (Betuwse Krenkelaar) van De Fruitmotor
- Wijn van het Betuws wijndomein
- Kermiskoek

## Economie

### Handel en industrie
Tiel was vanouds een handelsstad met vele markten: Varkensmarkt, Veemarkt (runderen en paarden), Koornmarkt, Groenmarkt, Vismarkt. Ook de riviervisserij (op onder meer zalm en fint) speelde een rol.
Vanaf einde 19e eeuw vestigde zich er een aantal industriële bedrijven: Daalderop (metaalbewerking) in 1880, De Betuwe (fruitverwerking) in 1885, Rio (tingieterij) in 1910, Verdugt (chemicaliën) begin 20e eeuw, Metawa (metaalwaren) omstreeks 1923 en de kleinere tingieterijen DWS en in 1933 Jeka. Van 1963 tot 2013 was er ook een glasfabriek, aanvankelijk Maasglas en later AGC Glass Europe geheten. Van deze bedrijven is Verdugt nog over, nu onder de naam Kemira Chem Solutions en Daalderop onder de naam "Itho Daalderop".
Tiel vervult een centrumfunctie voor de regio Rivierenland. Het heeft het grootste areaal aan bedrijventerreinen in Midden-Nederland. Binnen de gemeente zijn ongeveer drieduizend ondernemingen gevestigd. Verscheidene regionale, nationale en internationale ondernemingen hebben een vestiging op bedrijvenpark Medel. Sinds de bedrijfsterreinen in Tiel-Oost (langs de Grotebrugse grintweg en Latenstein) en Tiel-West (Nieuwe Tielseweg) zijn verdwenen, is een aantal bedrijven vertrokken. Daalderop en enkele andere bedrijven uit Tiel-Oost zijn naar Medel verhuisd.

### Winkelen
De meeste winkels bevinden zich in het voetgangersgebied rondom de Waterstraat, Voorstad en Weerstraat. Behalve de landelijk bekende winkelketens heeft Tiel verscheidene oude familiebedrijven, zoals stijlmodehuis Blijdesteijn, bakkerij van Ooijen, kookwinkel Oostendorp en Van Luijn Natuursteen. Op donderdag is er koopavond. Op het Plein en de Varkensmarkt is op zaterdag en maandag een weekmarkt.
Naast de winkels in de binnenstad kent Tiel een aantal winkelcentra in de wijken. Daarvan is winkelcentrum Westlede het grootst. Bij winkelcentrum Passewaaij is op vrijdag een warenmarkt. Op bedrijventerrein Latenstein bevindt zich een woonboulevard.

## Sport en recreatie
- Voetbalvereniging RKTVC
- Voetbalvereniging Theole
- Voetbalvereniging SV TEC
- Ridderweide Tennis & Padel
- Tennisclub T.C. Groenendaal
- Tielse Lawn Tennis Club
- Tennisvereniging L.T.V. Ten Medel
- Hockeyclub THCC De Kromhouters
- Korfbalvereniging Tiel'72
- Honkbalclub De Panters
- Rugbyclub De Scrumboks
- Atletiekvereniging Astylos
- TFCC De Weirijders
- ETJBV De Teerling Jeu de Boules
- Sporthal Westroijen
- Sporthal De Betuwe
- Zwembad Optisport Waalslag
- Scouting Phoenix Tiel

## Onderwijs
De stad Tiel heeft zeventien basisscholen: De Achtbaan, De Bataaf, De Dagobert, De Moespot, De Regenboog, De Waayer, Floriant, Johannesschool, Prins Clausschool, Prins Mauritsschool, Prins Willem Alexanderschool, Rotondaschool en de Stefanusschool, en voor het speciaal onderwijs De Cambier, De Hertog, SBO De Wissel en De Sonnewijzer. Er is één middelbare school, het Lingecollege, voor het middelbaar beroepsonderwijs zijn er vijf locaties van het ROC Rivor.

## Verkeer en vervoer

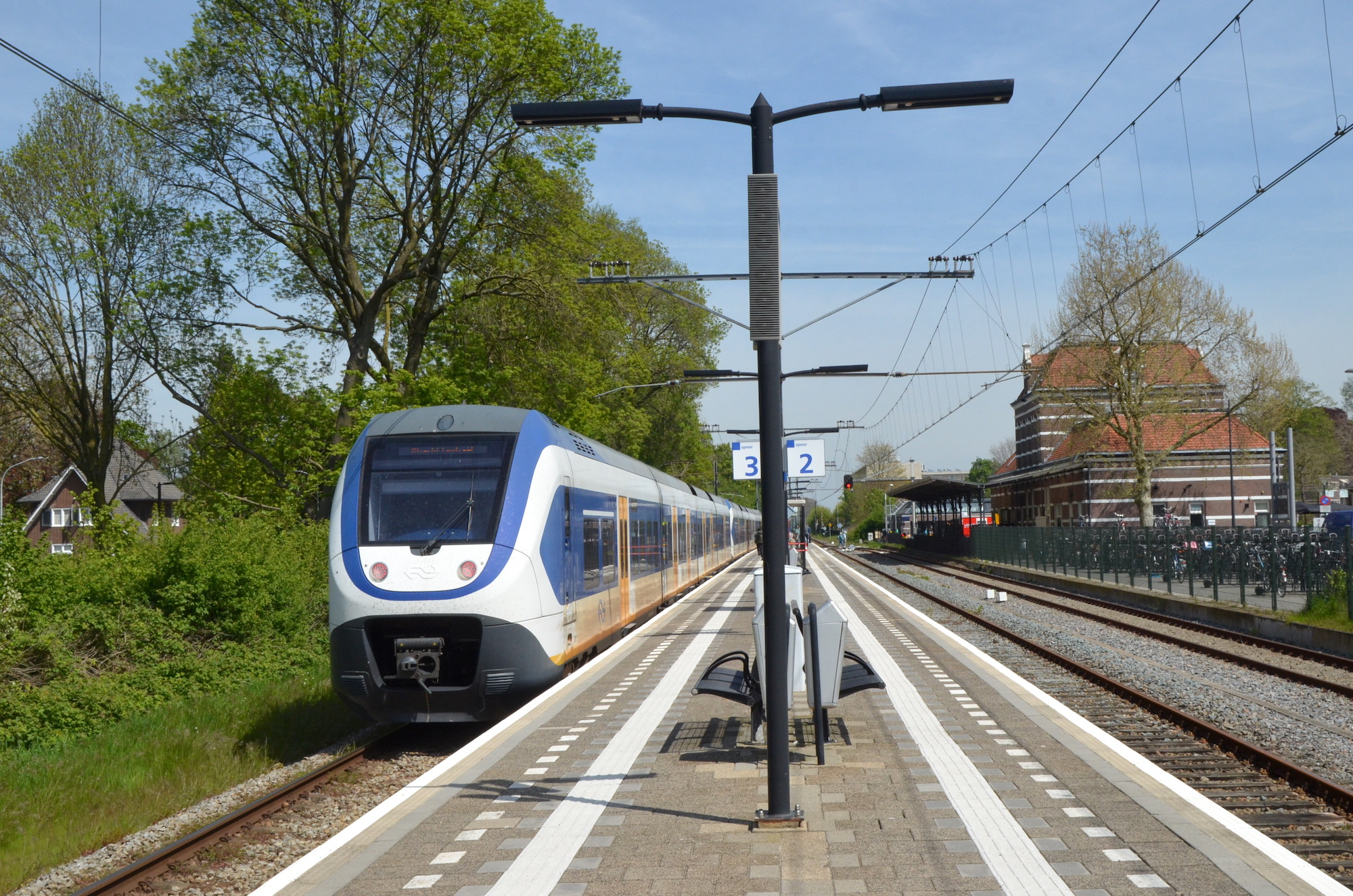
Station Tiel met een trein naar Utrecht

Sinds 1882 heeft Tiel een station aan de spoorlijn Geldermalsen – Kesteren – Elst. Het station Tiel werd in gebruik genomen op 1 november 1882. Het stationsgebouw is nog steeds aanwezig. Tot 1954 reden er stoomtreinen, daarna dieseltreinen. In 1978 werd het baanvak Geldermalsen – Tiel geëlektrificeerd. Sindsdien eindigen de elektrische treinen vanuit Utrecht in Tiel en vertrekken van hier de dieseltreinen richting Arnhem. Sinds 2005 wordt de dienst naar Arnhem verzorgd door Arriva. In 2007 werd er een tweede station in Tiel geopend: Tiel Passewaaij.
Van 1906 tot 1918 had Tiel ook een tramverbinding met Buren en Culemborg. De stoomtram werd geëxploiteerd door de Stoomtram Tiel – Buren – Culemborg (TBC). De lijn liep door Tiel vanaf de veerstoep aan de Waal van het veer naar Wamel, dwars door de binnenstad en langs het Tiel, richting Drumpt en Kerk-Avezaath en verder. Omdat de tramlijn weinig rendabel was werd de dienst al na ruim dan elf jaar gestaakt en werd de trambaan opgebroken en het materieel naar elders verkocht.
Sinds de opheffing van de stoomtram heeft Tiel diverse buslijnen van diverse busmaatschappijen gekend. Anno 2023 zijn er de lijnen 42, 44, 45, 46, 244, 245, 248 en 543 van Arriva die vanaf het Station Tiel naar diverse plaatsen in de omgeving rijden.
Tiel ligt langs de autosnelweg A15, met een afslag aan de noordoostkant van de stad. Parallel aan deze snelweg ligt sinds 2007 de Betuweroute, de goederenspoorweg tussen de Rotterdamse Haven en Duitsland.

## Religie
Tiel kent een grote verscheidenheid aan christelijke gezindtes, hoewel een groot deel van de bevolking onkerkelijk is. De stad kent een rooms-katholieke geloofsgemeenschap H. Dominicus, onderdeel van de Suïtbertusparochie die de West-Betuwe omvat. Daarnaast bestaan er in Tiel protestantse gemeentes die zijn aangesloten bij de Protestantse Kerk in Nederland, de Nederlandse Gereformeerde Kerken, de Molukse Evangelische Kerk, de Pinksterbeweging en Jehova's getuigen. De islamitische gemeenschap kan haar geloof belijden in diverse moskeeën.

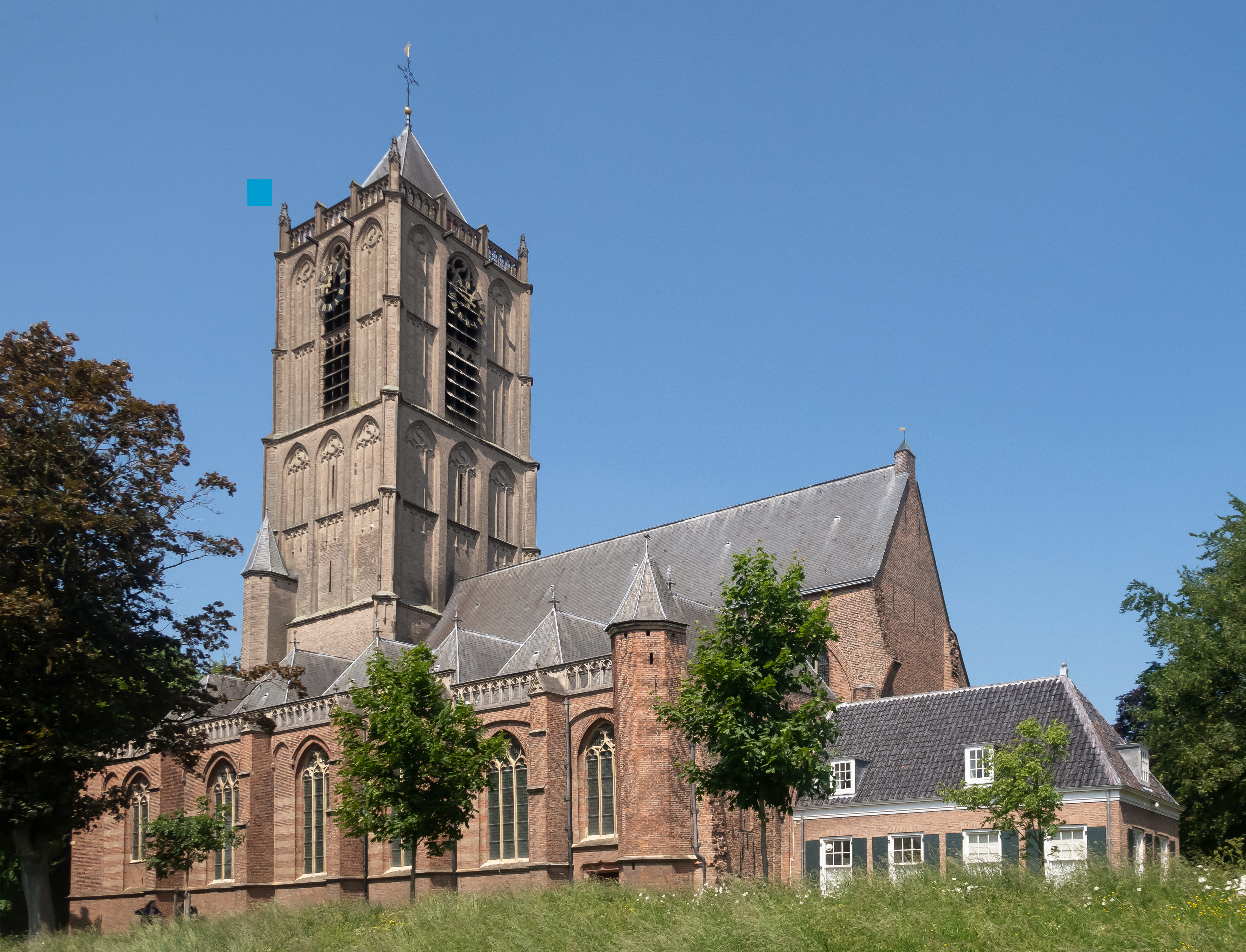
Sint-Maartenskerk
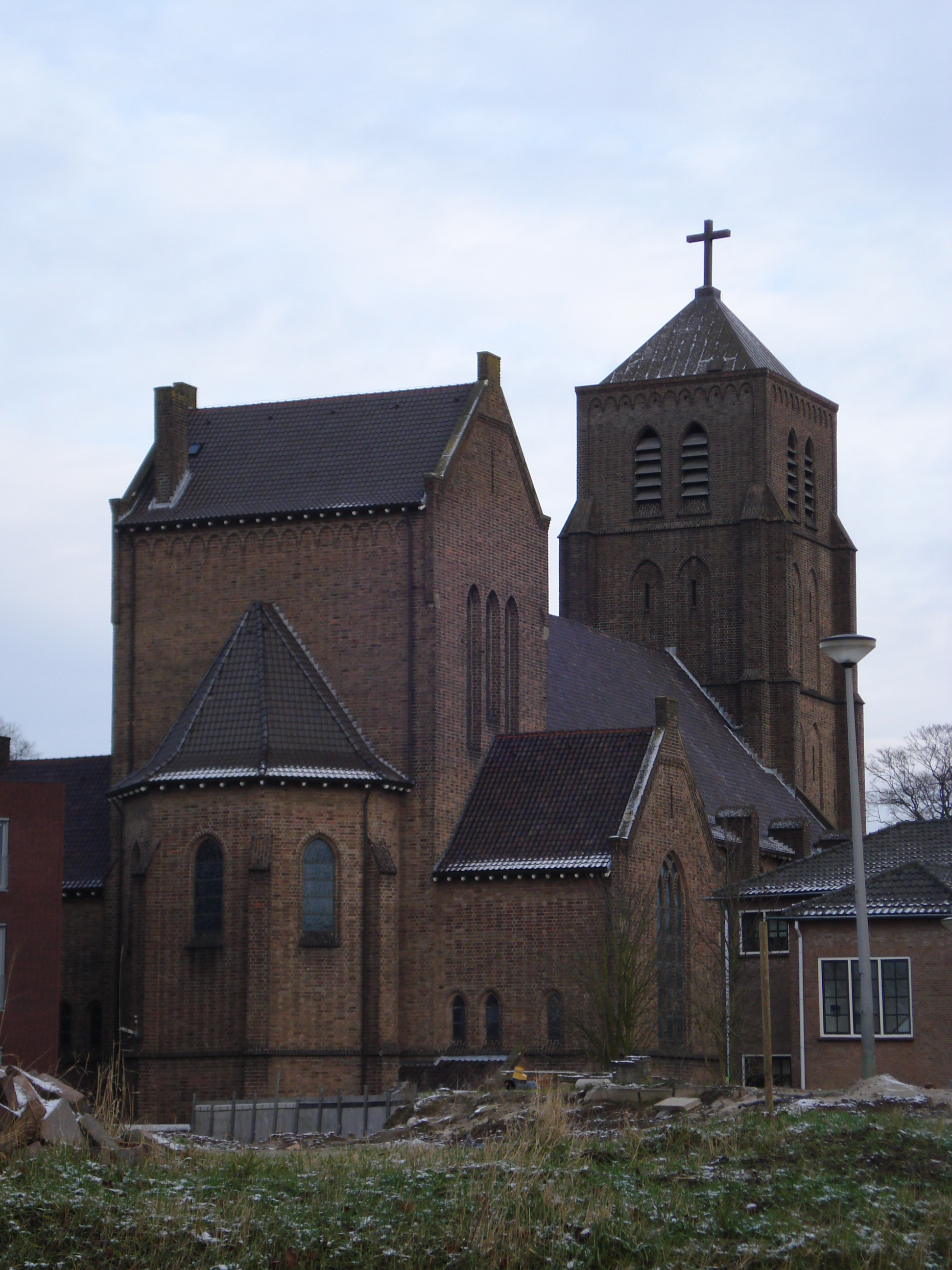
Sint-Dominicuskerk
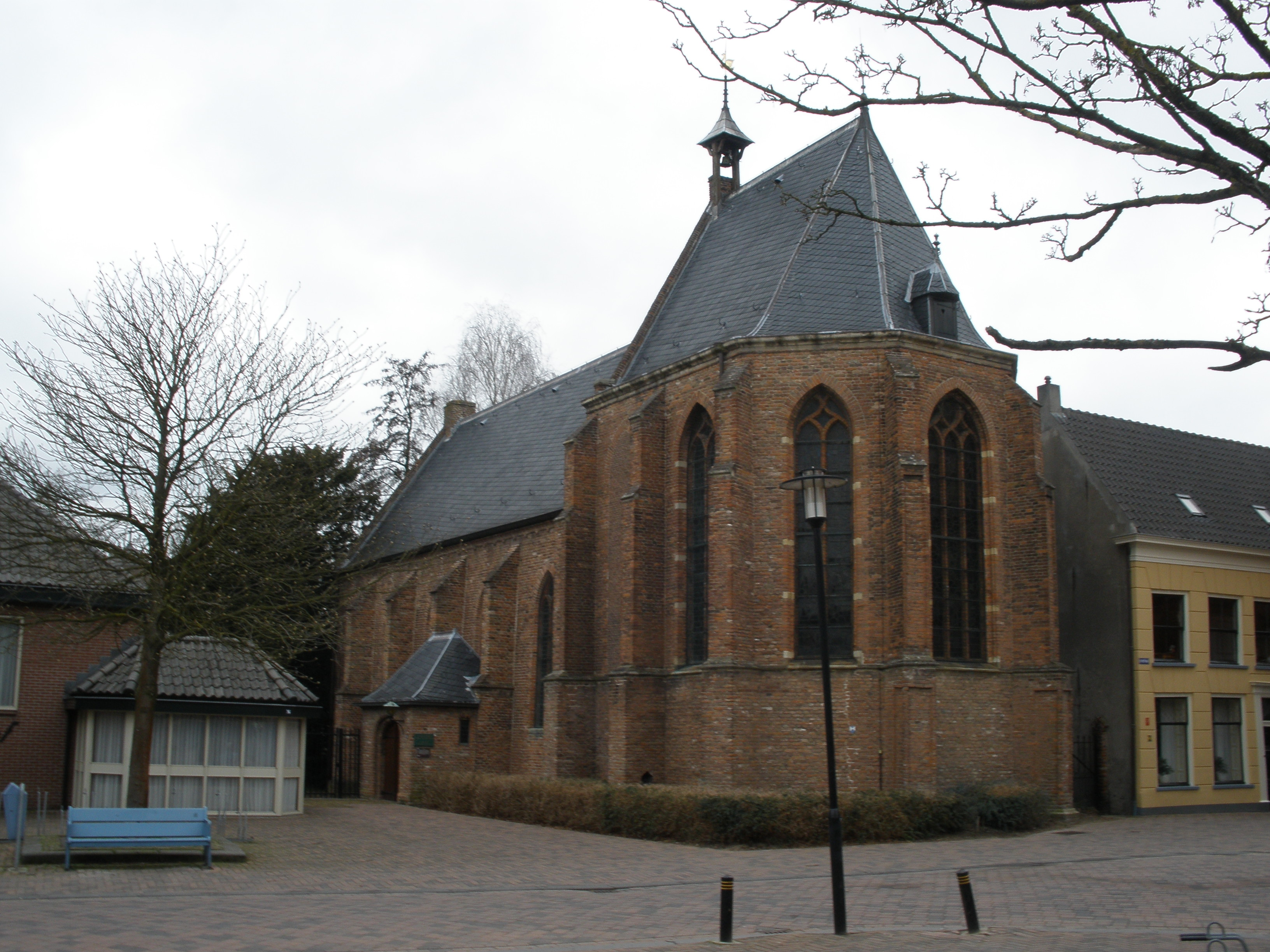
Voormalige Evangelisch-Lutherse Sint-Caeciliakapel
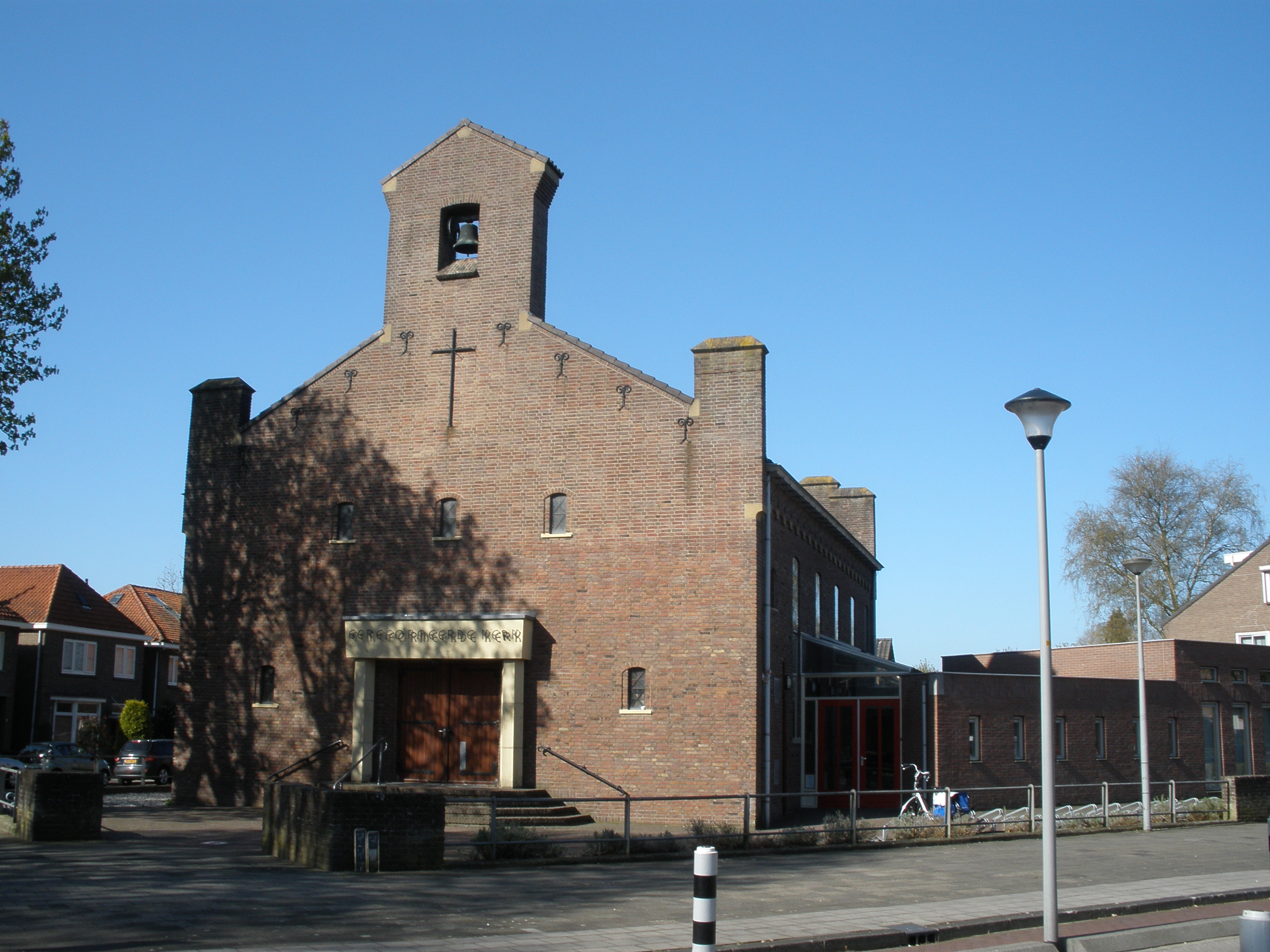
Voormalige Gereformeerde kerk
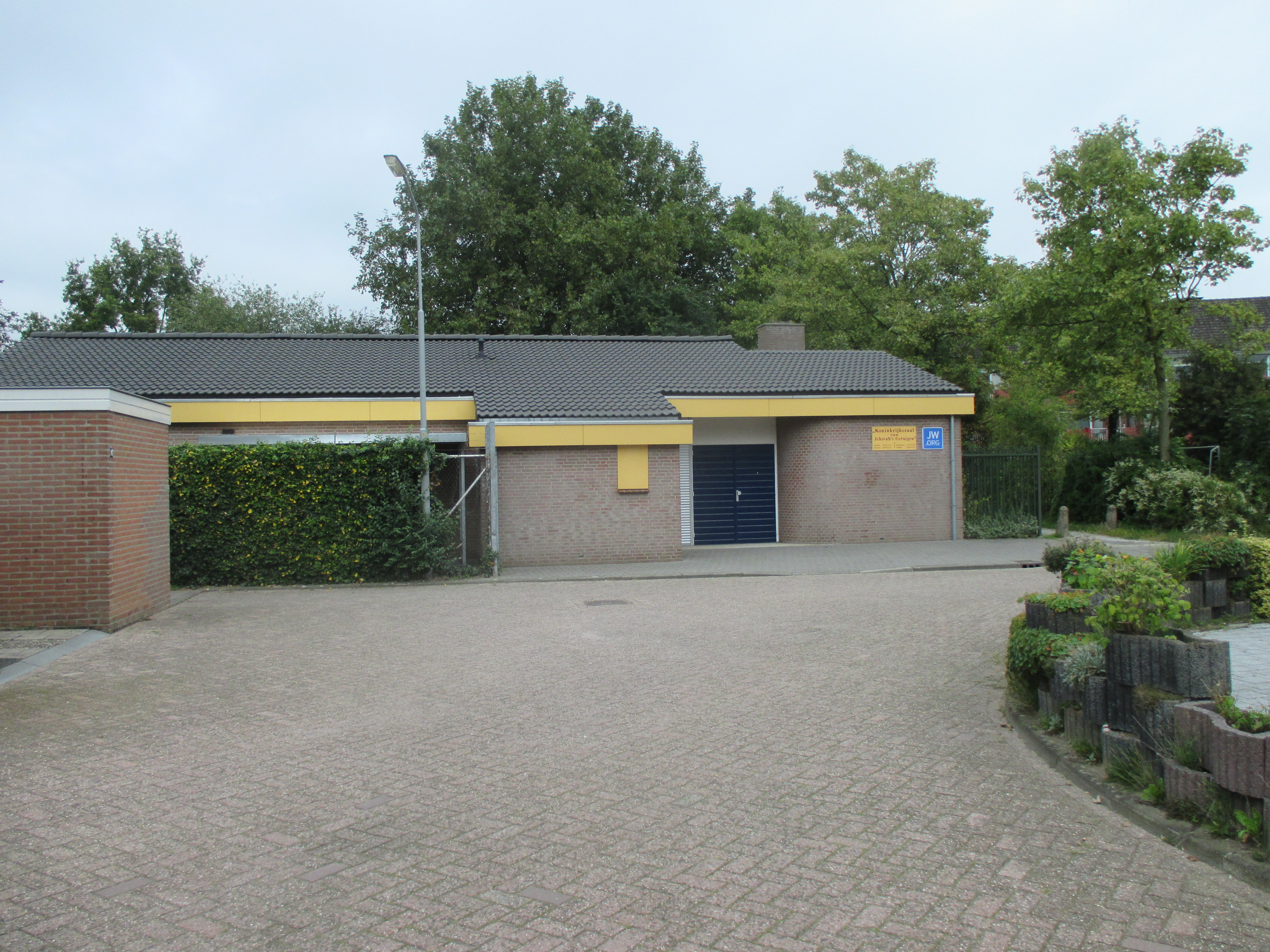
Koninkrijkszaal Jehova's getuigen
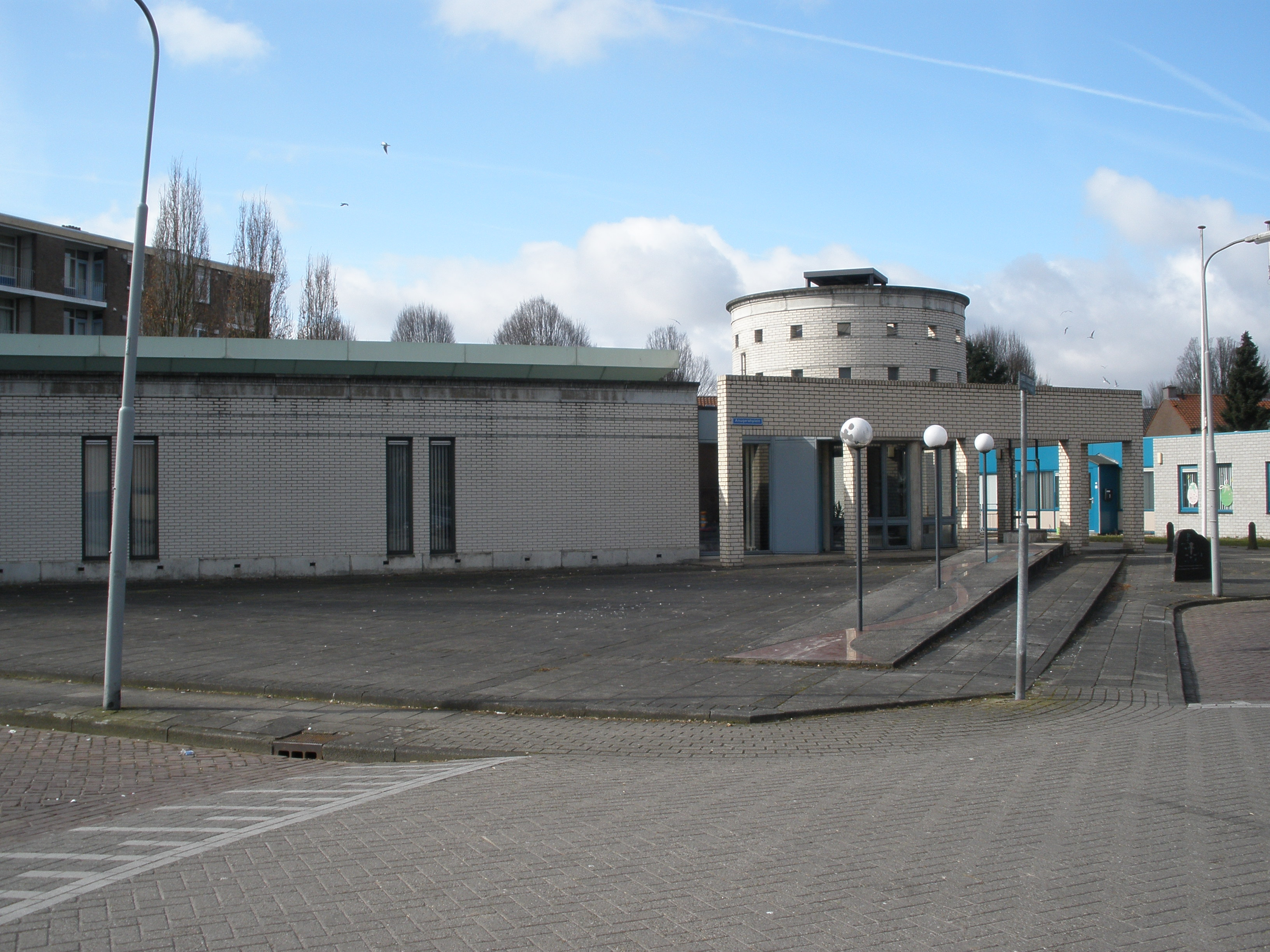
Moluks Evangelische Anugerah kerk
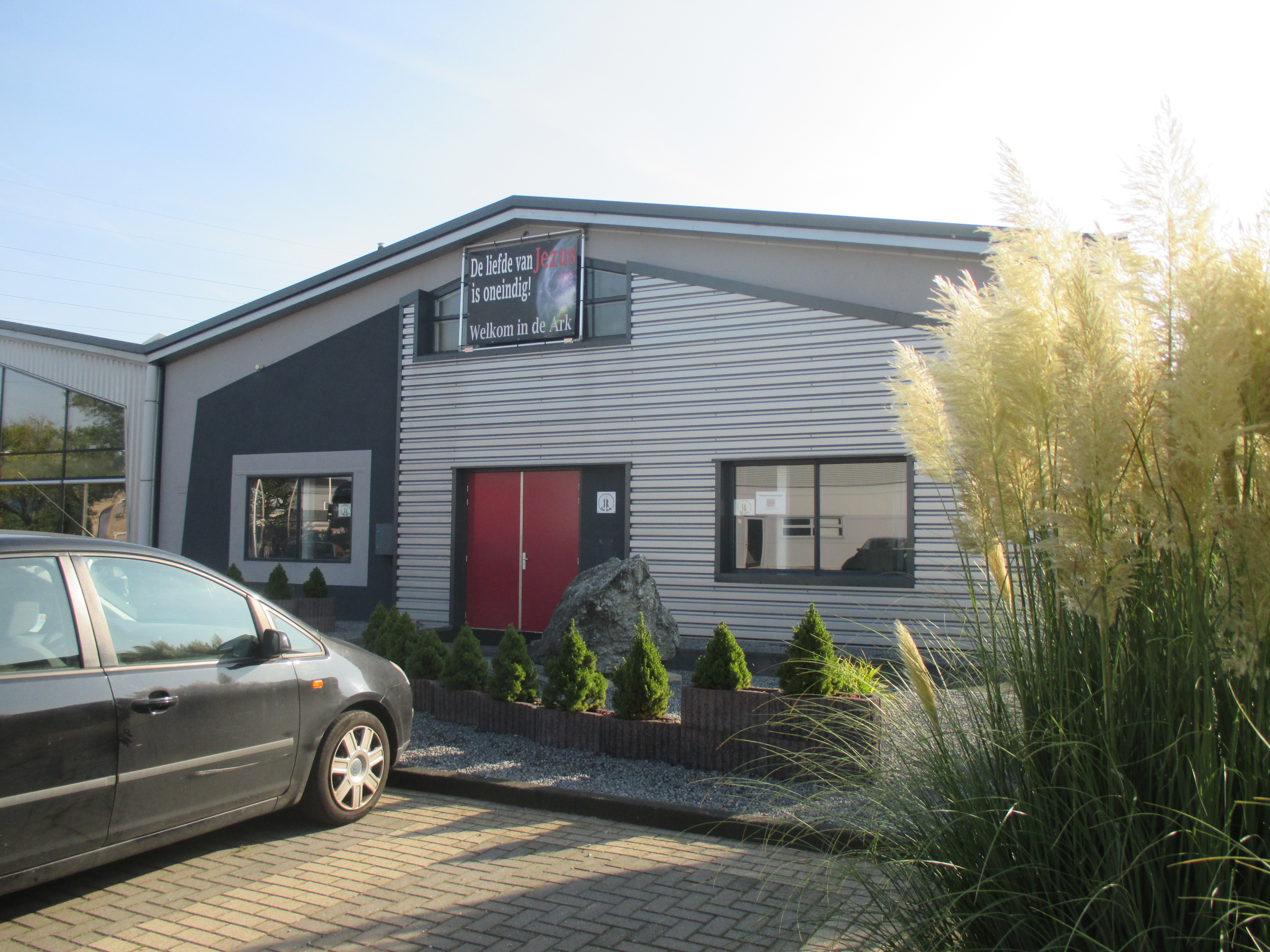
Volle Evangelische Gemeente De Ark
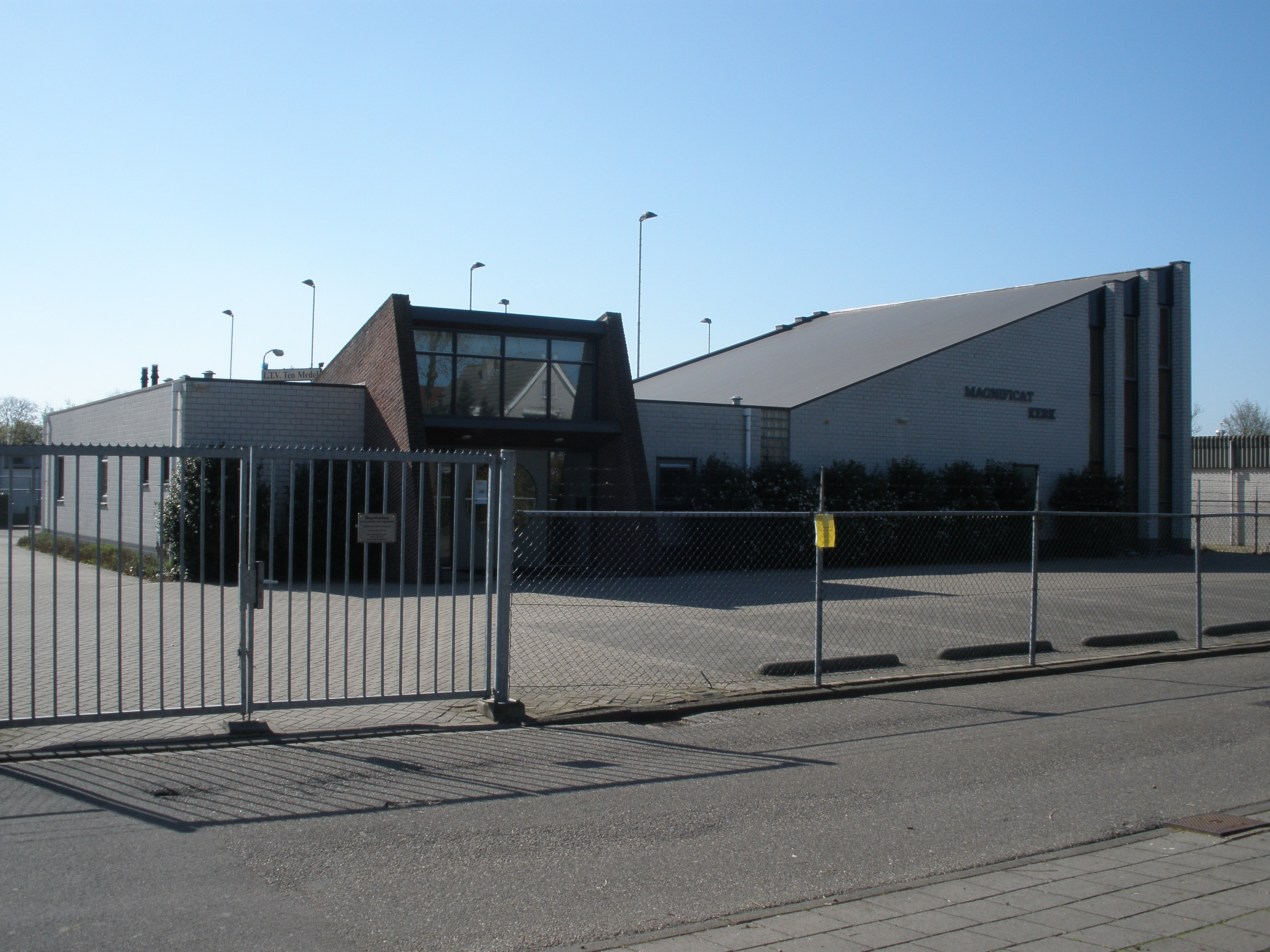
Nederlandse Gereformeerde kerk Magnificat
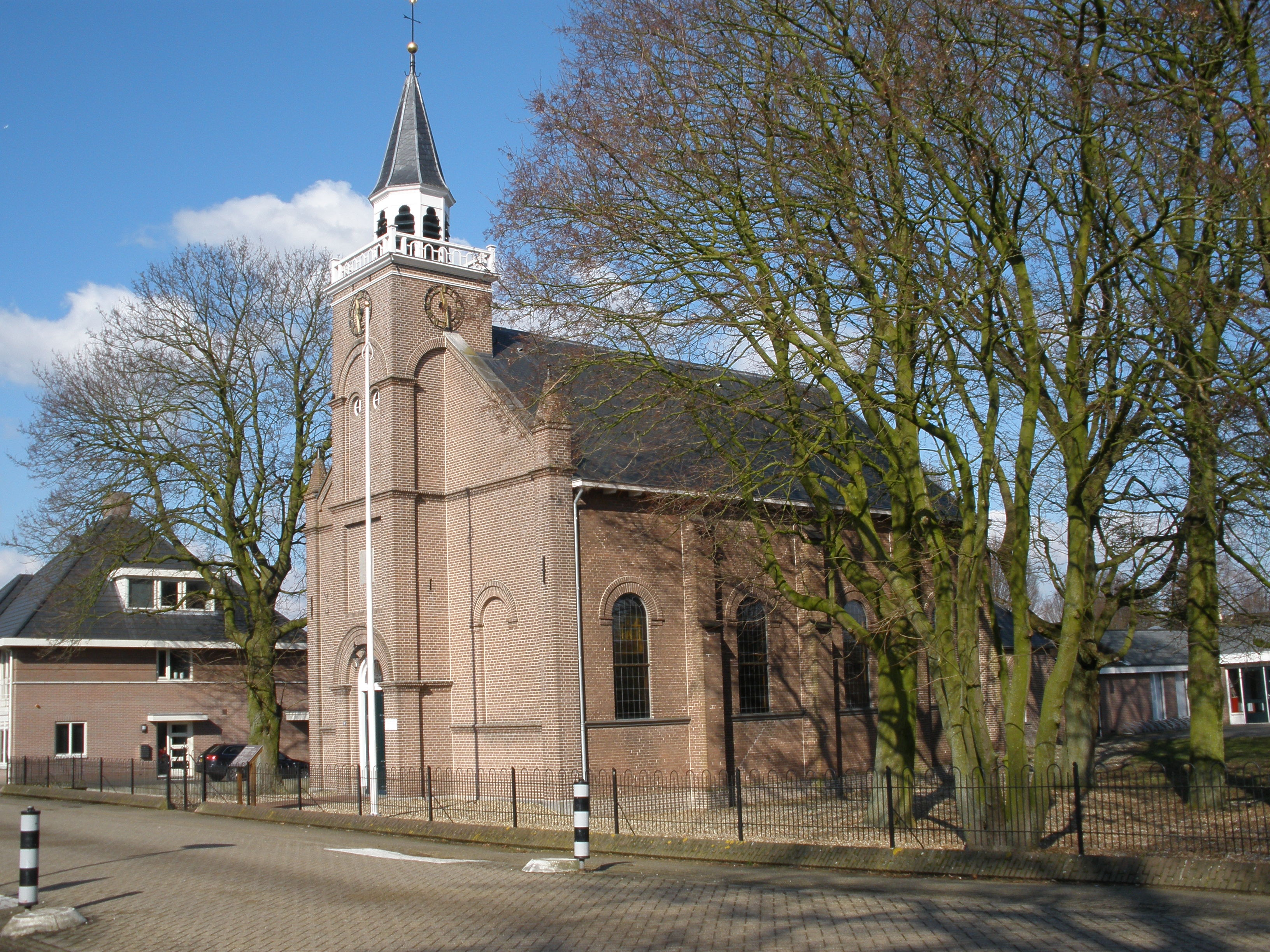
PKN dorpskerk Drumpt

## Tielse media
- Nog voor 1900 had Tiel zijn eerste krant: De Tielsche Courant, uitgebracht door de gebroeders Campagne. Onder het juk van de bezetter moest de krant stoppen en kwam er een nieuwe krant: De Teisterbander, die Duitsgezind was. Na de oorlog kwam de Tielsche Courant weer terug. Naast de "De Tielsche Courant" heeft tot in de jaren tachtig de Nieuwe Tielsche Courant bestaan. Deze krant verscheen op dinsdag, donderdag en zaterdag en werd door firma van Loon uitgegeven. Nadat de uitgave van de Nieuwe Tielsche Courant gestaakt is, zijn de abonnees overgedragen aan De Nieuwe krant, een kopblad van De Gelderlander. De Tielsche Courant is in de jaren 90 verdwenen en werd omgedoopt in Dagblad Rivierenland. Deze krant werd vervolgens weer opgeslokt door de Gelderlander. Het nieuws uit Tiel en omgeving is opgenomen in de editie Rivierenland.
- De regionale tv-zender Regio TV Tiel zendt uit via de kabel.[15]
- In Tiel is ook de grootste regionale nieuwssite in beheer. 112Rivierenland.nl bestaat sinds 2003 en plaatst nieuwsitems uit de regio.[16]
- Het Kontakt is een huis-aan-huisblad dat wekelijks op woensdag wordt verspreid.[17]
- de Tielenaar is een internetkrant die onder meer via Facebook wordt verspreid.[18]

## Trivia
- Het boek De pleegzoon (1833) van Jacob van Lennep speelt zich gedeeltelijk af in Tiel.
- Een spottende doch bekende uitspraak is 'Tiel is niet viel', afkomstig van het rijmpje 'Tiel is niet viel, (Zalt)Bommel is rommel, en hoe dichter bij Dordt, hoe rotter het wordt'. Dit zou slaan op de landbouwgrond die slechter wordt naarmate men verder naar het westen gaat, maar sluit ook aan bij het gevoel van veel Tielenaren dat Tiel (als voormalige industriestad) niet veel allure heeft.

## Aangrenzende gemeenten
| Aangrenzende gemeenten | Aangrenzende gemeenten | Aangrenzende gemeenten | Aangrenzende gemeenten | Aangrenzende gemeenten |
| ---------------------- | ---------------------- | ---------------------- | ---------------------- | ---------------------- |
|                        |                        | Buren                  |                        | Neder-Betuwe           |
|                        |                        |                        |                        |                        |
|                        |                        |                        |                        |                        |
|                        |                        |                        |                        |                        |
| West Betuwe            |                        |                        |                        | West Maas en Waal      |